# Championnats de Pologne de cyclisme sur piste
Les championnats de Pologne de cyclisme sur piste sont les championnats nationaux de cyclisme sur piste de Pologne, organisés par la Fédération polonaise.

## Palmarès

### Hommes

#### Kilomètre
| Année | Vainqueur           | Deuxième               | Troisième           |
| ----- | ------------------- | ---------------------- | ------------------- |
| 1957  | Józef Grundmann     | Zbigniew Mąkowski      | Janusz Tropaczyński |
| 1958  | Zbigniew Mąkowski   | Jan Chtiej             | Zbysław Zając       |
| 1959  | Lucjan Józefowicz   | Janusz Tropaczyński    | Jerzy Bek           |
| 1960  | Lucjan Józefowicz   | Augustyn Wachecki      | Zbysław Zając       |
| 1961  | Augustyn Wachecki   | Józef Grundmann        | Lucjan Józefowicz   |
| 1962  | Lucjan Józefowicz   | Augustyn Wachecki      | Zbysław Zając       |
| 1963  | Andrzej Kosewski    | Augustyn Wachecki      | Lucjan Józefowicz   |
| 1964  | Wacław Latocha      | Augustyn Wachecki      | Andrzej Kosewski    |
| 1965  | Andrzej Kosewski    | Ryszard Kupczak        | Augustyn Wachecki   |
| 1966  | Wacław Latocha      | Augustyn Wachecki      | Jan Magiera         |
| 1967  | Janusz Kierzkowski  | Wacław Latocha         | Andrzej Krawczyk    |
| 1968  | Janusz Kierzkowski  | Wacław Latocha         | Wojciech Matusiak   |
| 1969  | Janusz Kierzkowski  | Antoni Jankowski       | Janusz Kotliński    |
| 1970  | Janusz Kierzkowski  | Janusz Kotliński       | Wacław Latocha      |
| 1971  | Janusz Kierzkowski  | Janusz Kotliński       | Roman Świt          |
| 1972  | Janusz Kierzkowski  | Benedykt Kocot         | Janusz Kotliński    |
| 1973  | Janusz Kierzkowski  | Wiesław Raczyński      | Ryszard Konkolewski |
| 1974  | Janusz Kierzkowski  | Ryszard Konkolewski    | Benedykt Kocot      |
| 1975  | Bogdan Goszczyński  | Janusz Kierzkowski     | Ryszard Konkolewski |
| 1976  | Janusz Kierzkowski  | Benedykt Kocot         | Ryszard Konkolewski |
| 1977  | Janusz Kierzkowski  | Wiesław Raczyński      | Jan Jankiewicz      |
| 1978  | Roman Bronowicki    | Wiesław Raczyński      | Ryszard Konkolewski |
| 1979  | Andrzej Michalak    | Wiesław Raczyński      | Roman Bronowicki    |
| 1980  | Wiesław Raczyński   | Andrzej Michalak       | Zbigniew Woźnicki   |
| 1981  | Ryszard Konkolewski | Andrzej Michalak       | Zbigniew Piątek     |
| 1982  | Ryszard Konkolewski | Andrzej Michalak       | Leszek Stępniewski  |
| 1983  | Ryszard Konkolewski | Leszek Stępniewski     | Sławomir Grzegorek  |
| 1984  | Leszek Stępniewski  | Grzegorz Cieśla        | Leszek Pociech      |
| 1985  | Ryszard Dawidowicz  | Leszek Stępniewski     | Wiesław Owczarek    |
| 1986  | Wiesław Owczarek    | Ryszard Dawidowicz     | Wiesław Burdelak    |
| 1987  | Ryszard Dawidowicz  | Wiesław Burdelak       | Wojciech Borucz     |
| 1988  | Ryszard Dawidowicz  | Krzysztof Ciechanowski | Marek Skórski       |
| 1989  | Wiesław Owczarek    | Ryszard Dawidowicz     | Grzegorz Krejner    |
| 1990  | Grzegorz Krejner    | Ryszard Dawidowicz     | Wiesław Burdelak    |
| 1991  | Mariusz Narkiewicz  | Grzegorz Krejner       | Paweł Dudkiewicz    |
| 1992  | Grzegorz Krejner    | Maciej Sztykiel        | Grzegorz Lisowski   |
| 1993  | Grzegorz Krejner    | Marek Szpitalny        | Paweł Dudkiewicz    |
| 1994  | Grzegorz Krejner    | Marek Szpitalny        | Wiesław Burdelak    |
| 1995  | Grzegorz Krejner    | Marek Szpitalny        | Marcin Gałązka      |
| 1996  | Grzegorz Krejner    | Marcin Mientki         | Grzegorz Trębski    |
| 1997  | Grzegorz Krejner    | Grzegorz Trębski       | Marcin Mientki      |
| 1998  | Grzegorz Krejner    | Grzegorz Trębski       | Marek Szpitalny     |
| 1999  | Grzegorz Krejner    | Grzegorz Trębski       | Marcin Mientki      |
| 2000  | Grzegorz Krejner    | Marcin Mientki         | Konrad Czajkowski   |
| 2001  | Grzegorz Krejner    | Grzegorz Trębski       | Marcin Mientki      |
| 2002  | Grzegorz Krejner    | Grzegorz Trębski       | Damian Zieliński    |
| 2003  | Grzegorz Trębski    | Damian Zieliński       | Karol Mazurek       |
| 2004  | Grzegorz Krejner    | Grzegorz Trębski       | Rafał Furman        |
| 2005  | Łukasz Kwiatkowski  | Grzegorz Krejner       | Rafał Furman        |
| 2006  | Łukasz Kwiatkowski  | Damian Zieliński       | Mateusz Jędrzejczyk |
| 2007  | Kamil Kuczyński     | Łukasz Kwiatkowski     | Tomasz Schmidt      |
| 2008  | Kamil Kuczyński     | Rafał Poper            | Adrian Tekliński    |
| 2009  | Kamil Kuczyński     | Adrian Tekliński       | Dawid Hirsz         |
| 2010  | Adrian Tekliński    | Kamil Kuczyński        | Krzysztof Maksel    |
| 2011  | Adrian Tekliński    | Krzysztof Maksel       | Paweł Laskowski     |
| 2012  | Krzysztof Maksel    | Adrian Opasewicz       | Krzysztof Janicki   |
| 2013  | Mateusz Lipa        | Adrian Tekliński       | Mateusz Nowaczek    |
| 2014  | Krzysztof Maksel    | Grzegorz Drejgier      | Rafał Sarnecki      |
| 2015  | Krzysztof Maksel    | Rafal Sarnecki         | Mateusz Rudyk       |
| 2016  | Mateusz Rudyk       | Adrian Kaiser          | Patryk Pazik        |
| 2017  | Krzysztof Maksel    | Adrian Kaiser          | Kajetan Albanowski  |
| 2018  | Kamil Kuczynski     | Adrian Kaiser          | Michal Lewandowski  |
| 2019  | Krzysztof Maksel    | Rafal Sarnecki         | Kamil Kuczynski     |
| 2020  | Patryk Rajkowski    | Krzysztof Maksel       | Mateusz Sztrauch    |
| 2021  | Patryk Rajkowski    | Jakub Soszka           | Adam Wozniak        |
| 2022  | Patryk Rajkowski    | Jakub Soszka           | Marek Kapela        |
| 2023  | Patryk Rajkowski    | Mateusz Rudyk          | Maciej Bielecki     |
| 2024  | Eliasz Bednarek     | Konrad Burawski        | Tomasz Łamaszewski  |

#### Keirin
| Année | Vainqueur          | Deuxième           | Troisième          |
| ----- | ------------------ | ------------------ | ------------------ |
| 1999  | Grzegorz Krejner   | Marcin Mientki     | Grzegorz Trębski   |
| 2000  | Grzegorz Krejner   | Marcin Mientki     | Konrad Czajkowski  |
| 2001  | Grzegorz Krejner   | Bartłomiej Saczuk  | Grzegorz Trębski   |
| 2002  | Łukasz Kwiatkowski | Grzegorz Krejner   | Grzegorz Trębski   |
| 2003  | Łukasz Kwiatkowski | Damian Zieliński   | Grzegorz Trębski   |
| 2004  | Kamil Kuczyński    | Tomasz Balcer      | Grzegorz Krejner   |
| 2005  | Grzegorz Krejner   | Damian Zieliński   | Łukasz Kwiatkowski |
| 2006  | Damian Zieliński   | Łukasz Kwiatkowski | Paweł Kościecha    |
| 2007  | Łukasz Kwiatkowski | Maciej Bielecki    | Tomasz Schmidt     |
| 2008  | Rafał Poper        | Rafał Sarnecki     | Tomasz Schmidt     |
| 2009  | Adrian Tekliński   | Łukasz Kwiatkowski | Kamil Kuczyński    |
| 2010  | Adrian Tekliński   | Damian Zieliński   | Kamil Kuczyński    |
| 2011  | Damian Zieliński   | Krzysztof Maksel   | Adrian Tekliński   |
| 2012  | Kamil Kuczyński    | Rafał Sarnecki     | Krzysztof Maksel   |
| 2013  | Kamil Kuczyński    | Rafał Sarnecki     | Mateusz Lipa       |
| 2014  | Krzysztof Maksel   | Kamil Kuczyński    | Grzegorz Drejgier  |
| 2015  | Rafał Sarnecki     | Grzegorz Drejgier  | Mateusz Rudyk      |
| 2016  | Kamil Kuczyński    | Mateusz Rudyk      | Paweł Rajkowski    |
| 2017  | Mateusz Lipa       | Krzysztof Maksel   | Damian Zieliński   |
| 2018  | Krzysztof Maksel   | Mateusz Lipa       | Kamil Kuczyński    |
| 2019  | Kamil Kuczyński    | Mateusz Rudyk      | Rafał Sarnecki     |
| 2020  | Krzysztof Maksel   | Patryk Rajkowski   | Daniel Rochna      |
| 2021  | Patryk Rajkowski   | Rafał Sarnecki     | Kamil Kuczyński    |
| 2022  | Mateusz Rudyk      | Patryk Rajkowski   | Krzysztof Maksel   |
| 2023  | Mateusz Rudyk      | Patryk Rajkowski   | Daniel Rochna      |
| 2024  | Rafał Sarnecki     | Mateusz Rudyk      | Maciej Bielecki    |

#### Vitesse individuelle
| Année     | Vainqueur           | Deuxième               | Troisième              |
| --------- | ------------------- | ---------------------- | ---------------------- |
| 1921      | Franciszek Szymczyk | Józef Lange            | Marian Jarzembski      |
| 1922      | Franciszek Szymczyk | Oswald Miller          | Jan Łazarski           |
| 1923      | Tomasz Stankiewicz  | Wiktor Ryl             | Józef Lange            |
| 1924      | Jan Łazarski        | Franciszek Szymczyk    | Stefan Sukiennik       |
| 1925      | Jan Łazarski        | Stanisław Podgórski    | Franciszek Szymczyk    |
| 1926      | Jan Łazarski        | Franciszek Szymczyk    | Roman Garley           |
| 1927      | Artur Schmidt       | Jan Łazarski           | Jan Zybert             |
| 1928      | Ludwik Turowski     | Jerzy Koszutski        | Stanisław Podgórski    |
| 1929      | Henryk Szamota      | Stanisław Podgórski    | Aleksander Kendzia     |
| 1930      | Henryk Szamota      | Stanisław Podgórski    | Artur Pusz             |
| 1931      | Henryk Szamota      | Artur Pusz             | Mieczysław Frączkowski |
| 1932      | Kazimierz Majewski  | Kurt Einbrodt          | Józef Niciński         |
| 1933      | Artur Pusz          | Kurt Einbrodt          | Mieczysław Frączkowski |
| 1934      | Artur Pusz          | Kazimierz Majewski     | Zbigniew Klaus         |
| 1935      | Artur Pusz          | Mieczysław Frączkowski | Stefan Popończyk       |
| 1936      | Artur Pusz          | Mieczysław Frączkowski | Kurt Einbrodt          |
| 1937      | Artur Pusz          | Józef Kupczak          | Mieczysław Frączkowski |
| 1938      | Józef Kupczak       | Jan Jędrzejewski       | Alfons Osmulski        |
| 1939-1945 | Pas organisé        | Pas organisé           | Pas organisé           |
| 1946      | Józef Kupczak       | Jerzy Bek              | Zygmunt Wiśniewski     |
| 1947      | Jerzy Bek           | Bronisław Janicki      | Józef Kupczak          |
| 1948      | Józef Kupczak       | Władysław Musiał       | Jerzy Bek              |
| 1949      | Jerzy Bek           | Józef Kupczak          | Aleksander Marchwiński |
| 1950      | Jerzy Bek           | Aleksander Marchwiński | Józef Kupczak          |
| 1951      | Bronisław Janicki   | Jerzy Bek              | Aleksander Marchwiński |
| 1952      | Jerzy Bek           | Aleksander Marchwiński | Józef Kupczak          |
| 1953      | Józef Kupczak       | Jerzy Bek              | Józef Grundmann        |
| 1954      | Józef Grundmann     | Jerzy Bek              | Aleksander Marchwiński |
| 1955      | Józef Grundmann     | Zbysław Zając          | Jerzy Bek              |
| 1956      | Józef Grundmann     | Zbysław Zając          | Aleksander Marchwiński |
| 1957      | Zbysław Zając       | Józef Grundmann        | Jędrzej Jabczyński     |
| 1958      | Józef Grundmann     | Zbysław Zając          | Jerzy Bek              |
| 1959      | Zbysław Zając       | Józef Grundmann        | Jerzy Bek              |
| 1960      | Zbysław Zając       | Józef Grundmann        | Augustyn Wachecki      |
| 1961      | Zbysław Zając       | Augustyn Wachecki      | Józef Grundmann        |
| 1962      | Augustyn Wachecki   | Zbysław Zając          | Józef Grundmann        |
| 1963      | Zbysław Zając       | Augustyn Wachecki      | Jerzy Szymański        |
| 1964      | Zbysław Zając       | Augustyn Wachecki      | Ryszard Kupczak        |
| 1965      | Zbysław Zając       | Ryszard Kupczak        | Jerzy Szymański        |
| 1966      | Ryszard Kupczak     | Andrzej Kosewski       | Jerzy Kupczak          |
| 1967      | Andrzej Kosewski    | Janusz Kotliński       | Roman Świt             |
| 1968      | Janusz Kotliński    | Jerzy Skoczek          | Andrzej Kosewski       |
| 1969      | Janusz Kierzkowski  | Janusz Kotliński       | Jerzy Skoczek          |
| 1970      | Janusz Kotliński    | Janusz Kierzkowski     | Andrzej Bek            |
| 1971      | Janusz Kotliński    | Janusz Kierzkowski     | Jerzy Skoczek          |
| 1972      | Benedykt Kocot      | Andrzej Bek            | Janusz Kotliński       |
| 1973      | Janusz Kotliński    | Wiesław Raczyński      | Stanisław Szymczak     |
| 1974      | Janusz Kotliński    | Andrzej Bek            | Ryszard Zagajewski     |
| 1975      | Janusz Kotliński    | Benedykt Kocot         | Wiesław Raczyński      |
| 1976      | Benedykt Kocot      | Janusz Kotliński       | Wiesław Raczyński      |
| 1977      | Benedykt Kocot      | Wiesław Raczyński      | Stanisław Szymczak     |
| 1978      | Janusz Kotliński    | Wiesław Raczyński      | Benedykt Kocot         |
| 1979      | Benedykt Kocot      | Ryszard Konkolewski    | Leszek Sybilski        |
| 1980      | Benedykt Kocot      | Janusz Kałużny         | Ryszard Konkolewski    |
| 1981      | Andrzej Michalak    | Janusz Kałużny         | Ryszard Konkolewski    |
| 1982      | Andrzej Michalak    | Zbigniew Piątek        | Stanisław Żak          |
| 1983      | Andrzej Michalak    | Leszek Stępniewski     | Jacek Pawlak           |
| 1984      | Andrzej Michalak    | Wiesław Burdelak       | Zbigniew Piątek        |
| 1985      | Wiesław Burdelak    | Robert Kosmecki        | Ryszard Wesołowski     |
| 1986      | Wiesław Burdelak    | Ryszard Wesołowski     | Kazimierz Bukszyński   |
| 1987      | Wiesław Burdelak    | Ryszard Wesołowski     | Ryszard Filipiak       |
| 1988      | Dariusz Wojtkowiak  | Ryszard Filipiak       | Marek Skórski          |
| 1989      | Dariusz Wojtkowiak  | Tadeusz Stychlerz      | Wiesław Burdelak       |
| 1990      | Wiesław Burdelak    | Tadeusz Stychlerz      | Wiesław Owczarek       |
| 1991      | Wiesław Burdelak    | Paweł Meszka           | Tadeusz Stychlerz      |
| 1992      | Grzegorz Krejner    | Wiesław Burdelak       | Jacek Kubiak           |
| 1993      | Wiesław Burdelak    | Paweł Meszka           | Jacek Kubiak           |
| 1994      | Grzegorz Krejner    | Wiesław Burdelak       | Jacek Kubiak           |
| 1995      | Grzegorz Krejner    | Wiesław Burdelak       | Jacek Hałuszko         |
| 1996      | Grzegorz Krejner    | Grzegorz Trębski       | Wiesław Burdelak       |
| 1997      | Grzegorz Trębski    | Marcin Mientki         | Marcel Mielcarek       |
| 1998      | Grzegorz Trębski    | Grzegorz Krejner       | Marcin Mientki         |
| 1999      | Grzegorz Krejner    | Marcin Mientki         | Grzegorz Trębski       |
| 2000      | Grzegorz Krejner    | Marcin Mientki         | Konrad Czajkowski      |
| 2001      | Grzegorz Krejner    | Łukasz Kwiatkowski     | Bartłomiej Saczuk      |
| 2002      | Łukasz Kwiatkowski  | Grzegorz Trębski       | Grzegorz Krejner       |
| 2003      | Łukasz Kwiatkowski  | Grzegorz Trębski       | Damian Zieliński       |
| 2004      | Damian Zieliński    | Łukasz Kwiatkowski     | Kamil Kuczyński        |
| 2005      | Damian Zieliński    | Tomasz Schmidt         | Krzysztof Szymanek     |
| 2006      | Damian Zieliński    | Łukasz Kwiatkowski     | Paweł Kościecha        |
| 2007      | Kamil Kuczyński     | Łukasz Kwiatkowski     | Juliusz Polak          |
| 2008      | Łukasz Kwiatkowski  | Kamil Kuczyński        | Rafał Poper            |
| 2009      | Łukasz Kwiatkowski  | Adrian Tekliński       | Damian Zieliński       |
| 2010      | Damian Zieliński    | Adrian Tekliński       | Maciej Bielecki        |
| 2011      | Damian Zieliński    | Krzysztof Maksel       | Adrian Tekliński       |
| 2012      | Rafał Sarnecki      | Krzysztof Maksel       | Kamil Kuczyński        |
| 2013      | Krzysztof Maksel    | Damian Zieliński       | Maciej Bielecki        |
| 2014      | Damian Zieliński    | Kamil Kuczyński        | Krzysztof Maksel       |
| 2015      | Grzegorz Drejgier   | Damian Zieliński       | Rafał Sarnecki         |
| 2016      | Kamil Kuczyński     | Rafał Sarnecki         | Mateusz Rudyk          |
| 2017      | Mateusz Rudyk       | Damian Zieliński       | Rafał Sarnecki         |
| 2018      | Mateusz Rudyk       | Rafał Sarnecki         | Kamil Kuczyński        |
| 2019      | Mateusz Rudyk       | Kamil Kuczyński        | Rafał Sarnecki         |
| 2020      | Mateusz Rudyk       | Patryk Rajkowski       | Cezary Łączkowski      |
| 2021      | Mateusz Rudyk       | Rafał Sarnecki         | Kamil Kuczyński        |
| 2022      | Mateusz Rudyk       | Patryk Rajkowski       | Rafał Sarnecki         |
| 2023      | Mateusz Rudyk       | Patryk Rajkowski       | Rafał Sarnecki         |
| 2024      | Mateusz Rudyk       | Daniel Rochna          | Maciej Bielecki        |

#### Vitesse par équipes
| Année | Vainqueur                                                       | Deuxième                                                                 | Troisième                                                      |
| ----- | --------------------------------------------------------------- | ------------------------------------------------------------------------ | -------------------------------------------------------------- |
| 1995  | Marcin Gałązka Robert Karśnicki Jarosław Rębiewski              | Grzegorz Lisowski Marcin Piasecki Radosław Smolaga                       | Sebastian Gołąb Jacek Kubiak Marek Tylski                      |
| 1996  | Grzegorz Krejner Grzegorz Trębski Daniel Meszka                 | Ryszard Dawidowicz Sebastian Wolski Marcel Mielcarek                     | Robert Karśnicki Jarosław Rębiewski Adam Marciniak             |
| 1997  | Grzegorz Krejner Grzegorz Trębski Konrad Czajkowski             | Robert Karśnicki Jarosław Rębiewski Marcin Gałązka                       | Marcin Mientki Marek Maciejewski Grzegorz Czapla               |
| 1998  | Grzegorz Krejner Grzegorz Trębski Jacek Walczak                 | Mariusz Mielcarek Marek Szpitalny Marek Tylski                           | Ryszard Dawidowicz Jacek Hałuszko Tomasz Wąsaty                |
| 1999  | Grzegorz Krejner Grzegorz Trębski Łukasz Wyrwas                 | Mariusz Wiesiak Konrad Czajkowski Marcin Mientki                         | Łukasz Świderski Paweł Czaczkowski Łukasz Kwiatkowski          |
| 2000  | Marcin Mientki Konrad Czajkowski Mariusz Wiesiak                | Paweł Czaczkowski Łukasz Kwiatkowski Grzegorz Trębski                    | Jan Żak Damian Zieliński Daniel Mikołajczyk                    |
| 2001  | Grzegorz Krejner Konrad Czajkowski Robert Karśnicki             | Marcin Mientki Mariusz Wiesiak Paweł Bentkowski                          | Bartłomiej Saczuk Adrian Świderski Łukasz Tunkiewicz           |
| 2002  | Łukasz Kwiatkowski Jakub Barcik Łukasz Chudziński               | Grzegorz Trębski Paweł Giza Rafał Ratajczyk                              | Damian Zieliński Robert Karśnicki Tomasz Balcer                |
| 2003  | Grzegorz Trębski Kamil Kuczyński Rafał Ratajczyk                | Łukasz Kwiatkowski Karol Polak Jakub Barcik                              | Przemysław Tokarski Damian Zieliński Tomasz Balcer             |
| 2004  | Grzegorz Krejner Damian Zieliński Tomasz Balcer                 | Rafał Ratajczyk Kamil Kuczyński Grzegorz Trębski                         | Rafał Furman Paweł Kościecha Łukasz Kwiatkowski                |
| 2005  | Grzegorz Krejner Damian Zieliński Tomasz Balcer                 | Łukasz Kwiatkowski Rafał Furman Paweł Kościecha                          | Paweł Sarnecki Dawid Hirsz Dawid Głowacki                      |
| 2006  | Łukasz Kwiatkowski Paweł Kościecha Krzysztof Szymanek           | Tomasz Balcer Rafał Poper Damian Zieliński                               | Dawid Głowacki Dawid Hirsz Juliusz Polak                       |
| 2007  | Łukasz Kwiatkowski Paweł Kościecha Krzysztof Szymanek           | Maciej Bielecki Konrad Dąbkowski Grzegorz Drejgier                       | Kamil Kuczyński Rafał Poper Tomasz Balcer                      |
| 2008  | Rafał Poper Kamil Kuczyński Tomasz Balcer                       | Adrian Tekliński Łukasz Kwiatkowski Krzysztof Szymanek                   | Dawid Hirsz Rafał Sarnecki Juliusz Polak                       |
| 2009  | Łukasz Kwiatkowski Krzysztof Szymanek Adrian Tekliński          | Maciej Bielecki Grzegorz Drejgier Kamil Kuczyński                        | Dawid Hirsz Juliusz Polak Rafał Sarnecki                       |
| 2010  | Rafał Sarnecki Krzysztof Maksel Adrian Tekliński                | Kamil Kuczyński Krzysztof Szymanek Damian Zieliński                      | Konrad Dąbkowski Maciej Bielecki Grzegorz Drejgier             |
| 2011  | Adrian Tekliński Krzysztof Maksel Rafał Sarnecki                |                                                                          |                                                                |
| 2012  | Damian Zieliński Kamil Kuczyński Maciej Bielecki                | Damian Zieliński Maciej Bielecki Kamil Kuczyński                         | Adrian Tekliński Mateusz Lipa Lucjusz Kardaś                   |
| 2013  | Maciej Bielecki Damian Zieliński Kamil Kuczyński                | Mateusz Lipa Krzysztof Maksel Rafał Sarnecki Grzegorz Drejgier           | Lucjusz Kardaś Rafał Jeziorski Mateusz Nowak Marek Łazarewicz  |
| 2014  | Mateusz Lipa Rafał Sarnecki Krzysztof Maksel Grzegorz Drejgier  | Maciej Bielecki Damian Zieliński Kamil Kuczyński                         | Mariusz Gąsiorowski Mateusz Nowak Lucjusz Kardaś               |
| 2015  | Grzegorz Drejgier Rafał Sarnecki Krzysztof Maksel               | Mateusz Rudyk Piotr Stanisławek Mateusz Lipa                             | Damian Zieliński Maciej Bielecki Mateusz Miłek                 |
| 2016  | Rafał Sarnecki Krzysztof Maksel Mateusz Rudyk                   | Maciej Bielecki Kamil Kuczyński Mateusz Miłek                            | Grzegorz Drejgier Piotr Stanisławek Mateusz Lipa               |
| 2017  | Damian Zieliński Maciej Bielecki Mateusz Miłek Kamil Kuczyński  | Mateusz Rudyk Rafał Sarnecki Krzysztof Maksel Mateusz Lipa               | Mateusz Pomaski Daniel Król Bartosz Kucharski                  |
| 2018  | Krzysztof Maksel Mateusz Rudyk Mateusz Lipa Rafał Sarnecki      | Kamil Kuczyński Maciej Bielecki Mateusz Miłek                            | Michał Lewandowski Bartosz Frączak Daniel Rochna               |
| 2019  | Krzysztof Maksel Mateusz Rudyk Rafał Sarnecki                   | Kamil Kuczyński Maciej Bielecki Mateusz Miłek Krzysztof Patora           | Adrian Tekliński Bartosz Rudyk Mateusz Lipa Marek Skórski      |
| 2020  | Krzysztof Maksel Mateusz Rudyk Rafał Sarnecki Cezary Łączkowski | Mateusz Miłek Maciej Bielecki Konrad Burawski Jakub Kozicki              | Gracjan Dąbrowski Radosław Laskowski Michał Rząca              |
| 2021  | Krzysztof Maksel Mateusz Rudyk Rafał Sarnecki                   | Marek Skórski Kamil Kuczyński Michał Rząca Przemysław Deręgowski         | Mateusz Miłek Maciej Bielecki Konrad Burawski Jakub Kozicki    |
| 2022  | Krzysztof Maksel Mateusz Rudyk Rafał Sarnecki                   | Mateusz Przymusiński Patryk Rajkowski Erik Pacholec                      | Tomasz Dobrzyński Gracjan Dąbrowski Radosław Laskowski         |
| 2023  | Mateusz Rudyk Rafał Sarnecki Tomasz Dobrzyński                  | Tomasz Łamaszewski Julian Gabrusewicz Lucjan Nowicki Patryk Rajkowski    | Konrad Burawski Dawid Żygieło Maciej Bielecki Marcin Marciniak |
| 2024  | Konrad Burawski Maciej Bielecki Adam Adamowicz Kamil Kordalski  | Tomasz Łamaszewski Julian Gabrusewicz Rafał Fibakiewicz Patryk Rajkowski | Daniel Rochna Eliasz Bednarek Mateusz Janicki                  |

#### Poursuite individuelle
| Année | Vainqueur           | Deuxième               | Troisième                          |
| ----- | ------------------- | ---------------------- | ---------------------------------- |
| 1949  | Jerzy Bek           | Aleksander Marchwiński | Teofil Sałyga                      |
| 1950  | Wacław Wójcik       | Jerzy Bek              | Teofil Sałyga Lucjan Pietraszewski |
| 1951  | Jerzy Bek           | Aleksander Marchwiński | Stefan Borucz                      |
| 1952  | Stefan Borucz       | Tadeusz Drążkowski     | Jerzy Bek                          |
| 1953  | Jerzy Płodziszewski | Józef Grundmann        | Krzysztof Jamroz                   |
| 1954  | Józef Grundmann     | Jerzy Bek              | Otto Wasiuczyński                  |
| 1955  | Mieczysław Ulik     | Jerzy Bek              | Jerzy Płodziszewski                |
| 1956  | Jerzy Bek           | Zbigniew Mąkowski      | Krzysztof Jamroz                   |
| 1957  | Zbigniew Mąkowski   | Krzysztof Jamroz       | Jerzy Bek                          |
| 1958  | Lucjan Józefowicz   | Mariusz Religa         | Stefan Borucz                      |
| 1959  | Mariusz Religa      | Zbigniew Mąkowski      | Marian Hałuszczak                  |
| 1960  | Lucjan Józefowicz   | Stefan Borucz          | Jerzy Landsberg                    |
| 1961  | Lucjan Józefowicz   | Jan Magiera            | Wacław Latocha                     |
| 1962  | Lucjan Józefowicz   | Wacław Latocha         | Roman Chtiej                       |
| 1963  | Rajmund Zieliński   | Lucjan Józefowicz      | Wacław Latocha                     |
| 1964  | Lucjan Józefowicz   | Rajmund Zieliński      | Jan Magiera                        |
| 1965  | Rajmund Zieliński   | Wacław Latocha         | Lucjan Józefowicz                  |
| 1966  | Rajmund Zieliński   | Jan Magiera            | Marian Kegel                       |
| 1967  | Rajmund Zieliński   | Wojciech Matusiak      | Jerzy Kowalczyk                    |
| 1968  | Rajmund Zieliński   | Wojciech Matusiak      | Krzysztof Stec                     |
| 1969  | Rajmund Zieliński   | Wacław Latocha         | Zbigniew Górski                    |
| 1970  | Mieczysław Nowicki  | Rajmund Zieliński      | Jerzy Głowacki                     |
| 1971  | Jerzy Głowacki      | Bernard Kręczyński     | Mieczysław Nowicki                 |
| 1972  | Mieczysław Nowicki  | Tadeusz Mytnik         | Jerzy Głowacki                     |
| 1973  | Tadeusz Mytnik      | Ryszard Kozioł         | Jerzy Głowacki                     |
| 1974  | Czesław Lang        | Jan Jankiewicz         | Zbigniew Szczepkowski              |
| 1975  | Jan Jankiewicz      | Czesław Lang           | Jan Faltyn                         |
| 1976  | Jan Jankiewicz      | Czesław Lang           | Krzysztof Sujka                    |
| 1977  | Jan Jankiewicz      | Krzysztof Sujka        | Czesław Lang                       |
| 1978  | Jan Jankiewicz      | Zbigniew Szczepkowski  | Zbigniew Woźnicki                  |
| 1979  | Jan Jankiewicz      | Stanisław Kirpsza      | Czesław Lang                       |
| 1980  | Jan Jankiewicz      | Zbigniew Szczepkowski  | Zbigniew Woźnicki                  |
| 1981  | Jan Jankiewicz      | Ryszard Dawidowicz     | Andrzej Pajor                      |
| 1982  | Ryszard Dawidowicz  | Andrzej Sikorski       | Zbigniew Szczepkowski              |
| 1983  | Andrzej Sikorski    | Ryszard Dawidowicz     | Jan Jankiewicz                     |
| 1984  | Ryszard Dawidowicz  | Marian Turowski        | Andrzej Sikorski                   |
| 1985  | Leszek Stępniewski  | Marian Turowski        | Andrzej Sikorski                   |
| 1986  | Andrzej Sikorski    | Marian Turowski        | Krzysztof Opala                    |
| 1987  | Marian Turowski     | Andrzej Sikorski       | Ryszard Dawidowicz                 |
| 1988  | Ryszard Dawidowicz  | Andrzej Sikorski       | Grzegorz Korczyński                |
| 1989  | Andrzej Sikorski    | Henryk Kołaczek        | Wojciech Pawlak                    |
| 1990  | Ryszard Dawidowicz  | Andrzej Sikorski       | Jan Magosz                         |
| 1991  | Ryszard Dawidowicz  | Andrzej Sikorski       | Jan Magosz                         |
| 1992  | Robert Karśnicki    | Ryszard Dawidowicz     | Andrzej Sikorski                   |
| 1993  | Robert Karśnicki    | Ryszard Dawidowicz     | Andrzej Sikorski                   |
| 1994  | Robert Karśnicki    | Jarosław Rębiewski     | Sebastian Gołąb                    |
| 1995  | Robert Karśnicki    | Jarosław Rębiewski     | Ryszard Dawidowicz                 |
| 1996  | Robert Karśnicki    | Jarosław Rębiewski     | Ryszard Dawidowicz                 |
| 1997  | Robert Karśnicki    | Jarosław Rębiewski     | Marek Tylski                       |
| 1998  | Robert Karśnicki    | Jarosław Rębiewski     | Marcin Piasecki                    |
| 1999  | Robert Karśnicki    | Jarosław Rębiewski     | Paweł Zugaj                        |
| 2000  | Robert Karśnicki    | Jarosław Rębiewski     | Sławomir Pasterski                 |
| 2001  | Robert Karśnicki    | Szymon Kurdynowski     | Jacek Walczak                      |
| 2002  | Robert Karśnicki    | Paweł Zugaj            | Przemysław Tokarski                |
| 2003  | Mateusz Taciak      | Przemysław Pietrzak    | Przemysław Tokarski                |
| 2004  | Wojciech Ziółkowski | Krzysztof Ciesielski   | Przemysław Tokarski                |
| 2005  | Rafał Ratajczyk     | Jakub Średziński       | Radosław Wasilewski                |
| 2006  | Rafał Ratajczyk     | Wojciech Ziółkowski    | Paweł Mikulicz                     |
| 2007  | Rafał Ratajczyk     | Dawid Głowacki         | Błażej Janiaczyk                   |
| 2008  | Tomasz Krysztofik   | Dawid Głowacki         | Paweł Brylowski                    |
| 2009  | Rafal Ratajczyk     | Piotr Kasperkiewicz    | Grzegorz Stępniak                  |
| 2010  | Pawel Brylowski     | Dawid Glowacki         | Rafal Ratajczyk                    |
| 2011  | Rafał Ratajczyk     | Mateusz Nowak          | Dawid Głowacki                     |
| 2012  | Andrzej Bartkiewicz | Mateusz Nowak          | Paweł Brylowski                    |
| 2013  | Andrzej Bartkiewicz | Adam Stachowiak        | Adrian Tekliński                   |
| 2014  | Andrzej Bartkiewicz | Adrian Tekliński       | Mateusz Nowak                      |
| 2015  | Daniel Staniszewski | Mateusz Nowaczek       | Andrzej Bartkiewicz                |
| 2016  | Adrian Tekliński    | Daniel Staniszewski    | Mateusz Nowaczek                   |
| 2017  | Daniel Staniszewski | Bartosz Rudyk          | Szymon Krawczyk                    |
| 2018  | Szymon Krawczyk     | Adrian Kaiser          | Filip Maciejuk                     |
| 2019  | Wojciech Ziolkowski | Damian Sławek          | Filip Prokopyszyn                  |
| 2020  | Daniel Staniszewski | Szymon Krawczyk        | Damian Sławek                      |
| 2021  | Bartosz Rudyk       | Alan Banaszek          | Damian Sławek                      |
| 2022  | Kacper Majewski     | Adam Woźniak           | Damian Sławek                      |
| 2023  | Adam Woźniak        | Kacper Majewski        | Konrad Waliniak                    |
| 2024  | Adam Woźniak        | Szymon Wiśniewski      | Kacper Majewski                    |

#### Poursuite par équipes
| Année     | Vainqueur | Deuxième | Troisième |
| --------- | --- | --- | --- |
| 1930      | Czesław Bryszke Zygmunt Janociński Mieczysław Frączkowski Kazimierz Włodarczyk WTC Warszawa                   | Franciszek Szymczyk Stefan Popończyk Józef Niciński Łączyński WTC Warszawa                                  | - |
| 1931      | Wacław Fajge Franciszek Szymczyk Mieczysław Frączkowski Kazimierz Włodarczyk WTC Warszawa                     | Mieczysław Kalata Aleksander Grygorowicz Lafery Dubrawski WTC Warszawa                                      | ? |
| 1932-1935 | Pas organisé                                                                                                  | Pas organisé                                                                                                | Pas organisé |
| 1936      | Czesław Bryszke Ryszard Stahl Łączyński Kazimierz Włodarczyk WTC Warszawa                                     | Orkan Warszawa                                                                                              | Polonia Warszawa |
| 1937      | Stefan Popończyk Wacław Starzyński Ryszard Stahl Oswald Miller Syrena Warszawa                                | ŁTK Łódź | Fort Warszawa |
| 1938      | Eugeniusz Michalak Bolesław Napierała Czesław Matczak Wacław Starzyński Syrena Warszawa                       | Józef Kapiak Mieczysław Kapiak Eugeniusz Targoński Zagórski Jur Warszawa                                    | ŁTK Łódź |
| 1939      | Eugeniusz Michalak Ryszard Stahl Bolesław Napierała Wacław Starzyński Syrena Warszawa                         | Jan Jędrzejewski Świątkowski Szostak Maciołek Zjednoczone Łódź                                              | Dziubek Duda Kęska Cylny Garbarnia Kraków                                                                                    |
| 1940-1945 | Pas organisé                                                                                                  | Pas organisé                                                                                                | Pas organisé |
| 1946      | Adam Gomułka Józef Kupczak Leon Dąbrowiecki Władysław Wandor Legia Kraków                                     | Stomil Poznań                                                                                               | Tramwajarz Łódź |
| 1947      | Jerzy Bek Jerzy Liszkiewicz Stanisław Grzelak Teofil Sałyga Tramwajarz Łódź                                   | Kazimierz Bańka Bolesław Napierała Stefan Piegat Sarmata Warszawa                                           | Bronisław Janicki Karol Janik Leon Nalazek Sieć Wrocław                                                                      |
| 1948      | Stanisław Grzelak Teofil Sałyga Lucjan Pietraszewski Lucjan Wojcieszek Partyzant Łódź                         | ŁKS Łódź | Gwardia Warszawa |
| 1949      | Stefan Borucz Jan Malinowski Tadeusz Gabrych Wiesław Murowaniecki Włókniarz Łódź                              | Gwardia I Warszawa                                                                                          | Gwardia II Warszawa |
| 1950      | Jerzy Bek Tadeusz Gabrych Stefan Borucz Jan Malinowski Włókniarz Łódź                                         | Teofil Sałyga Ludwik Sałyga Ludwik Liszkiewicz Jerzy Liszkiewicz Gwardia Łódź                               | Aleksander Marchwiński Włodzimierz Haage Kostarski Turek Spójnia Łódź                                                        |
| 1951      | Jerzy Bek Wiesław Murowaniecki Stefan Borucz Stanisław Świercz Włókniarz Łódź                                 | - | - |
| 1952      | Jerzy Bek Józef Kupczak Stefan Borucz Jan Malinowski Włókniarz                                                | Bronisław Janicki Jerzy Liszkiewicz Aleksander Marchwiński Mieczysław Ulik Gwardia                          | CWKS |
| 1953      | Józef Grundman Aleksander Marchwiński Bronisław Janicki Jerzy Płodziszewski Gwardia I                         | Marian Czabajski Krzysztof Jamroz Otto Wasiuczyński Zbigniew Borowski Gwardia II                            | Józef Kupczak Jerzy Bek Lech Pijanowski Kazimierz Michalak Włókniarz I                                                       |
| 1954      | Stanisław Królak Mieczysław Ulik Jerzy Płodziszewski Zbysław Zając CWKS I                                     | Józef Grundman Otto Wasiuczyński Marian Czabajski Eligiusz Grabowski Gwardia I                              | Aleksander Marchwiński Jerzy Jankowski Krzysztof Jamroz Zbigniew Borowski Gwardia II                                         |
| 1955      | Józef Grundman Bronisław Janicki Krzysztof Jamroz Jerzy Jankowski Gwardia I                                   | Aleksander Marchwiński Marian Czabajski Otto Wasiuczyński Zbigniew Borowski Gwardia II                      | Lech Pijanowski Tadeusz Waliszewski Janusz Betting Dominik Jurek CWKS II                                                     |
| 1956      | Jerzy Bek Zbigniew Głowaty Stefan Borucz Lech Pijanowski Włókniarz III                                        | Marian Czabajski Jerzy Płodziszewski Mieczysław Ulik Otto Wasiuczyński CWKS                                 | Józef Grundman Krzysztof Jamroz Jerzy Jankowski Aleksander Marchwiński Gwardia                                               |
| 1957      | Józef Grundman Jerzy Jankowski Krzysztof Jamroz Aleksander Marchwiński Gwardia                                | LZS | Gwardia II |
| 1958      | Jan Chtiej Jerzy Jankowski Józef Grundman Lucjan Józefowicz Gwardia Łódź                                      | Gwardia II                                                                                                  | Czarni Szczecin |
| 1959      | Marian Bednarek Wiesław Jarzębski Andrzej Geilke Janusz Tropaczyński LZS Zieloni Warszawa                     | Arkonia Szczecin                                                                                            | Broń Radom |
| 1960      | Stefan Borucz Lucjan Józefowicz Ireneusz Chołuj Józef Radulski Broń Radom                                     | Arkonia Szczecin                                                                                            | Czarni Szczecin |
| 1961      | Stefan Borucz Jan Magiera Lucjan Józefowicz Waldemar Mosbauer Broń Radom                                      | Roman Owczarek Olszewski Szematowicz Grzegorz Wiśniewski Arkonia Szczecin                                   | Czarni Szczecin |
| 1962      | Jan Kudra Jan Ścibiorek Wacław Latocha Augustyn Wachecki Społem Łódź                                          | Lucjan Józefowicz Jerzy Bek Mirosław Mrowski Józef Staroń Orkan Łódź                                        | Józef Beker Bogdan Błaszczyk Manfred Matuszewski Janusz Tropaczyński LZS Widawa                                              |
| 1963      | Kazimierz Faligowski Manfred Sztumpf Andrzej Kosewski Jerzy Szymański Ogniwo Szczecin                         | Lucjan Józefowicz Józef Staroń Rajmund Zieliński Jerzy Bek Orkan Łódź                                       | Augustyn Wachecki Jan Chtiej Wacław Latocha Julian Bińczyk Społem Łódź                                                       |
| 1964      | Andrzej Kosewski Manfred Sztumpf Tadeusz Waligóra Jerzy Szymański Ogniwo Szczecin                             | Lucjan Józefowicz Józef Staroń Maciej Zieliński Augustyn Wachecki Orkan Łódź                                | LZS Szczecin |
| 1965      | Lucjan Józefowicz Augustyn Wachecki Wacław Latocha Józef Staroń Włókniarz Łódź                                | LZS Szczecin                                                                                                | Gwardia Łódź |
| 1966      | Lucjan Józefowicz Józef Staroń Wacław Latocha Augustyn Wachecki Włókniarz Łódź                                | Marian Kegel Manfred Sztumpf Henryk Woźniak Kazimierz Jasiński Legia Warszawa                               | Gwardia Łódź |
| 1967      | Tadeusz Dubicki Janusz Kierzkowski Antoni Jankowski Henryk Woźniak Legia Warszawa                             | Kazimierz Faligowski Marek Mianowski Lech Rychtarski Standowicz Ogniwo Szczecin                             | Rajmund Zieliński Wojciech Matusiak Zygfryd Jarema Stanisław Weryk Gryf Szczecin                                             |
| 1968      | Tadeusz Dubicki Janusz Kierzkowski Antoni Jankowski Karol Wawrzyniak Legia Warszawa                           | Bogdan Godras Marek Mianowski Lech Rychtarski Manfred Sztumpf Ogniwo Szczecin                               | Rajmund Zieliński Wojciech Matusiak Zygfryd Jarema Henryk Woźniak Gryf Szczecin                                              |
| 1969      | Stanisław Labocha Stanisław Weryk Wojciech Matusiak Rajmund Zieliński Gryf Szczecin                           | Ryszard Szałapski Ryszard Tłokiński Sławomir Rubin Paweł Kaczorowski Gwardia Łódź                           | Antoni Jankowski Karol Wawrzyniak Tadeusz Dubicki Jerzy Łukasiak Sparta Wrocław                                              |
| 1970      | Wojciech Kowalski Mieczysław Nowicki Wacław Latocha Tadeusz Szpak Włókniarz Łódź                              | Rajmund Zieliński Wojciech Matusiak Zygfryd Jarema Ryszard Tyszkiewicz Arkonia Szczecin                     | Antoni Jankowski Janusz Kierzkowski Tadeusz Dubicki Tadeusz Kostecki Sparta Wrocław                                          |
| 1971      | Bogdan Godras Bernard Kręczyński Jerzy Głowacki Ryszard Tyszkiewicz Orzeł Łódź                                | Paweł Kaczorowski Sławomir Rubin W. Kaczorowski Ryszard Tłokiński Gwardia Łódź                              | Ogniwo Łódź |
| 1972      | Zbigniew Broszczak Marian Fijałkowski Andrzej Czerniawski Ryszard Tyszkiewicz Orzeł Łódź                      | Jan Brzeźny Piotr Baranowski Grzegorz Mogiła Jan Faltyn Legia Warszawa                                      | Bogdan Godras Lech Rychtarski Bogumił Pawlak Marek Zięba Ogniwo Szczecin                                                     |
| 1973      | Zbigniew Broszczak Józef Paluch Bernard Kręczyński Kazimierz Wąsaty Gryf Szczecin                             | Henryk Miksa Jarosław Szmaja Paweł Dłużewski Jerzy Folcik Społem Łódź                                       | Jan Brzeźny Henryk Brożyna Jan Faltyn Janusz Kowalski Legia Warszawa                                                         |
| 1974      | Jerzy Klat Mieczysław Nowicki Marian Majkowski Marek Olejarczyk Włókniarz Łódź                                | Społem Łódź                                                                                                 | Legia Warszawa |
| 1975      | Jerzy Bogdański Jerzy Klat Tadeusz Głowacki Krzysztof Sujka Orzeł Łódź                                        | Mieczysław Klimczyk Zbigniew Szczepkowski Henryk Fryca Kazimierz Wąsaty Legia Warszawa                      | Janusz Kierzkowski Jan Faltyn Szczepan Klimczak Mariusz Filipiuk Dolmel Wrocław                                              |
| 1976      | Henryk Fryca Zbigniew Szczepkowski Bogdan Goszczyński Kazimierz Wąsaty Legia Warszawa                         | Jerzy Głowacki Tadeusz Głowacki Edward Gałczyński Grzegorz Bielaszewicz Włókniarz Kalisz                    | Jerzy Bogdański Henryk Miksa Jarosław Bek Zbigniew Ryk Społem Łódź                                                           |
| 1977      | Henryk Fryca Jerzy Siarnecki Bernard Kręczyński Kazimierz Wąsaty Gryf Szczecin                                | Bogdan Goszczyński Stanisław Kirpsza Czesław Lang Tadeusz Trochanowski Legia Warszawa                       | Włókniarz Kalisz |
| 1978      | Stanisław Kirpsza Lechosław Michalak Marek Kulesza Zbigniew Szczepkowski Legia Warszawa                       | Dolmel Wrocław                                                                                              | Włókniarz Kalisz |
| 1979      | Stanisław Kirpsza Czesław Lang Marek Kulesza Zbigniew Szczepkowski Legia Warszawa                             | Witold Mokiejewski Andrzej Pajor Jan Faltyn Jan Brzeźny Dolmel Wrocław                                      | Mieczysław Nowicki Marian Salamon Marek Olejarczyk Andrzej Pietruszka Włókniarz Łódź                                         |
| 1980      | Marek Kulesza Czesław Lang Lechosław Michalak Zbigniew Szczepkowski Legia Warszawa                            | Witold Mokiejewski Andrzej Pajor Jan Faltyn Jan Brzeźny Dolmel Wrocław                                      | Stanisław Grochowski Zdzisław Komisaruk Radosław Serafin Adam Zagajewski Legia II Warszawa                                   |
| 1981      | Jan Faltyn Zdzisław Komisaruk Witold Mokiejewski Andrzej Pajor Dolmel Wrocław                                 | Stanisław Grochowski Tomasz Zwoliński Adam Zagajewski Michał Połetek Legia II Warszawa                      | Waldemar Deleżyński Marek Kulesza Czesław Lang Szubert Legia I Warszawa                                                      |
| 1982      | Stefan Janowski Lechosław Michalak Marek Kulesza Zbigniew Szczepkowski Legia Warszawa                         | Grzegorz Cieśla Ryszard Dawidowicz Andrzej Sikorski Waldemar Wójcik Gryf Szczecin                           | Roman Owczarek Leszek Pociech Leszek Stępniewski Zbigniew Woźnicki Żyrardowianka                                             |
| 1983      | Andrzej Sikorski Grzegorz Cieśla Ryszard Dawidowicz Ryszard Konkolewski Gryf Szczecin                         | Stefan Janowski Lechosław Michalak Marek Kulesza Zbigniew Szczepkowski Legia I Warszawa                     | Paweł Kowalski Sławomir Krawczyk Roman Owczarek Grzegorz Zieliński Legia II Warszawa                                         |
| 1984      | Andrzej Sikorski Grzegorz Cieśla Ryszard Dawidowicz Ryszard Konkolewski Gryf Szczecin                         | Marian Turowski Lechosław Michalak Marek Kulesza Zbigniew Szczepkowski Legia Warszawa                       | Andrzej Barcikowski Dariusz Kustosz Leszek Pociech Leszek Stępniewski Żyrardowianka                                          |
| 1985      | Andrzej Sikorski Grzegorz Cieśla Ryszard Dawidowicz Ryszard Konkolewski Gryf Szczecin                         | Leszek Stępniewski Roman Owczarek Wiesław Owczarek Leszek Pociech Żyrardowianka                             | Zbigniew Szczepkowski Marian Turowski Marek Leśniewski Lechosław Michalak Legia Warszawa                                     |
| 1986      | Andrzej Sikorski Marian Turowski Ryszard Dawidowicz Ryszard Konkolewski Gryf Szczecin                         | Henryk Prochoń Wojciech Borucz Krzysztof Opala Paweł Zając Broń Radom                                       | Roman Owczarek Wiesław Owczarek Leszek Pociech Dariusz Wencel Żyrarodowianka                                                 |
| 1987      | Andrzej Sikorski Marian Turowski Ryszard Dawidowicz Waldemar Wójcik Gryf Szczecin                             | Krzysztof Opala Henryk Kołaczek Piotr Borowski Zbigniew Bens Broń I Radom                                   | Marcin Szychta Wiesław Kozioł Jacek Pawlak Jerzy Chrzanowski Broń II Radom                                                   |
| 1988      | Andrzej Sikorski Marian Turowski Ryszard Dawidowicz Grzegorz Korczyński Gryf Szczecin                         | Krzysztof Opala Henryk Kołaczek Jan Magosz Jacek Żukowski Ziemia Opolska                                    | Radosław Bączak Wojciech Pawlak Jacek Pawlak Jacek Jarczewski Włókniarz Kalisz                                               |
| 1989      | Andrzej Sikorski Marian Turowski Ryszard Dawidowicz Krzysztof Ciechowski Gryf Szczecin                        | Wojciech Pawlak Jacek Pawlak Daniel Ratajczyk Ireneusz Matusiak Włókniarz Kalisz                            | Andrzej Sieradzki Maciej Mikołajczyk Grzegorz Fijałkowski Marek Kundrowski Arkonia Szczecin                                  |
| 1990      | Andrzej Sikorski Marian Turowski Ryszard Dawidowicz Krzysztof Ciechowski Gryf Szczecin                        | Wojciech Pawlak Grzegorz Krejner Ireneusz Matusiak Radosław Bączak Broń Radom                               | Leszek Pociech Sławomir Gajek Jan Jasiński Norbert Ogórek Start Skierniewice                                                 |
| 1991      | Wojciech Pawlak Ireneusz Matusiak Robert Raszewski Radosław Bączak Włókniarz Kalisz                           | Robert Karśnicki Maciej Sztykiel Radosław Smolaga Grzegorz Lisowski Społem Łódź                             | Ryszard Dawidowicz Andrzej Sikorski Marek Kundrowski Grzegorz Fijałkowski Gryf Szczecin                                      |
| 1992      | Wojciech Pawlak Ireneusz Matusiak Robert Raszewski Radosław Bączak Hellena Kalisz                             | Robert Karśnicki Maciej Sztykiel Radosław Smolaga Jarosław Rębiewski Społem Łódź                            | Ryszard Dawidowicz Andrzej Sikorski Marek Kundrowski Jacek Hałuszko Gryf Szczecin                                            |
| 1993      | Grzegorz Krejner Paweł Dudkiewicz Sławomir Gajek Jarosław Bełc Vitesse Skierniewice                           | Marcin Gałązka Maciej Sztykiel Radosław Smolaga Jarosław Rębiewski Społem Łódź                              | Ireneusz Matusiak Wojciech Pawlak Jacek Pożarlik Krzysztof Ciesielski Hellena Kalisz                                         |
| 1994      | Robert Karśnicki Jarosław Rębiewski Radosław Smolaga Grzegorz Lisowski Społem Łódź                            | Ireneusz Matusiak Wojciech Pawlak Radosław Bączak Sebastian Gołąb Hellena I Kalisz                          | Marek Szpitalny Piotr Zaradny Adrian Gągała Krzysztof Ciesielski Hellena II Kalisz                                           |
| 1995      | Robert Karśnicki Jarosław Rębiewski Radosław Smolaga Marcin Gałązka Społem Łódź                               | Ryszard Dawidowicz Rafał Jaworski Piotr Kowalski Cezary Zawadzki Gryf Szczecin                              | Marcin Mientki Robert Wojnar Dariusz Kapidura Jarosław Ryszewski Pacific Toruń                                               |
| 1996      | Sebastian Gołąb Piotr Zaradny Tomasz Lisowicz Marek Tylski KTK Kalisz                                         | Robert Karśnicki Jarosław Rębiewski Radosław Smolaga Grzegorz Lisowski Społem Łódź                          | Marcin Mientki Andrzej Klejnowski Marek Maciejewski Jarosław Ryszewski Pacific Toruń                                         |
| 1997      | Robert Karśnicki Jarosław Rębiewski Marcin Gałązka Marcin Piasecki Społem Łódź                                | Sławomir Pasterski Daniel Meszka Marcin Sapa Sebastian Wolski Huta Aluminium Konin                          | Sebastian Gołąb Tomasz Lisowicz Krzysztof Ciesielski Krzysztof Polak KTK Winiary Kalisz                                      |
| 1998      | Robert Karśnicki Mariusz Bienias Marcin Gałązka Marcin Piasecki Społem Łódź                                   | Krzysztof Ciesielski Tomasz Lisowicz Marek Tylski Wiktor Ułanowski KTK Winiary Kalisz                       | Sławomir Pasterski Daniel Meszka Maciej Bodzanowski Krzysztof Spławski Huta Aluminium Konin                                  |
| 1999      | Jacek Walczak Mariusz Bienias Robert Karśnicki Jarosław Rębiewski Legia Siemens-Romar Warszawa                | Paweł Zugaj Krzysztof Czynszak Zbigniew Wyrzykowski Szymon Kurdynowski Pacific Nestle Toruń                 | Sławomir Pasterski Daniel Meszka Marek Wesoły Krzysztof Spławski Huta Aluminium Konin                                        |
| 2000      | Mariusz Mielcarek Grzegorz Mroziński Robert Karśnicki Jarosław Rębiewski Legia Bazyliszek Warszawa            | Łukasz Wyrwas Przemysław Tokarski Łukasz Podolski Sławomir Pasterski KTC Konin Impexmetal S.A.              | Szymon Kurdynowski Paweł Zugaj Paweł Bentkowski Konrad Łapa TKK Pacific Nestle Toruń                                         |
| 2001      | Marcin Mientki Szymon Kurdynowski Konrad Łapa Wojciech Dybel TKK Pacific Nestle Toruń                         | Jacek Walczak Paweł Sendal Krzysztof Spławski Grzegorz Mroziński KTC Konin Impexmetal S.A.                  | Sebastian Jezierski Przemysław Tokarski Mariusz Mielcarek Wojciech Świrydowicz Legia Bazyliszek Warszawa                     |
| 2002      | Marcin Mientki Paweł Bentkowski Patryk Bonda Wojciech Dybel TKK Pacific Nestle Toruń                          | Dominik Wieczorek Szymon Wasiak Adam Krajewski Przemysław Tokarski KTC Konin                                | Rafał Ratajczyk Tomasz Smoleń Daniel Majewski Paweł Giza Bakoma Cyklista Żyrardów                                            |
| 2003      | Przemysław Pietrzak Bartłomiej Matysiak Józef Rektor Mateusz Taciak TKK Bike Sport Kalisz                     | Bakoma Cyklista Żyrardów                                                                                    | KTC Konin |
| 2004      | Szymon Wasiak Radosław Wasilewski Bartosz Pajor Wojciech Ziółkowski KTC Konin                                 | Przemysław Pietrzak Dominik Maciołek Piotr Lis Tomasz Zaręba KTK Kalisz                                     | Kamil Kuczyński Adrian Kuczyński Rafał Ratajczyk Grzegorz Trębski Bakoma Cyklista Żyrardów                                   |
| 2005      | Dominik Maciołek Przemysław Pietrzak Bartłomiej Matysiak Mateusz Taciak KTK Kalisz                            | Jakub Średziński Przemysław Klonowski Michał Tokarz Jarosław Stępień Stal Grudziądz                         | Radosław Wasilewski Marcin Wolski Bartosz Pajor Wojciech Ziółkowski KLTC Konin                                               |
| 2006      | Hubert Tułacz Michał Nawrocki Dominik Maciołek Tomasz Zaręba KTK Kalisz                                       | Mateusz Jędrzejczyk Wojciech Ziółkowski Marcin Wolski Sebastian Gensch KLTC Konin                           | Marek Imiela Mateusz Czapla Paweł Mikulicz TKK Pacific Toruń                                                                 |
| 2007      | Mateusz Jędrzejczyk Sebastian Gensch Tomasz Krysztofik Piotr Chatłas KLTC Konin                               | Michał Nawrocki Piotr Lis Piotr Kasperkiewicz Hubert Tułacz KTK Kalisz                                      | Dawid Głowacki Paweł Sarnecki Dawid Hirsz Rafał Sarnecki Stal Ekobud-Ocetix Grudziądz                                        |
| 2008      | Dawid Głowacki Tomasz Krysztofik Paweł Brylowski Mateusz Nowaczek Stal Ekobud-Ocetix Grudziądz                | Wojciech Dybel Michał Kwiatkowski Radosław Kwiatowski Jarosław Kowalczyk Łukasz Owsian Pacific Nordea Toruń | Piotr Kasperkiewicz Patryk Ratajczyk Łukasz Biernat Kornel Sójka KTK Kalisz                                                  |
| 2009      | Dawid Głowacki Grzegorz Stępniak Paweł Brylowski Mateusz Nowaczek ALKS Stal Grudziądz                         | Marcin Rosłaniec Piotr Kasperkiewicz Kornel Sójka Patryk Ratajczyk KTK Kalisz                               | Łukasz Bujko Adam Stachowiak Kamil Pawelec Łukasz Piwowski PTC Pruszków                                                      |
| 2010      | Dawid Głowacki Grzegorz Stępniak Paweł Brylowski Łukasz Bujko Stal Grudziądz I                                | Paweł Bernas Mateusz Nowaczek Mateusz Trepkowski Mateusz Mikulicz KTK Kalisz                                | Wojciech Pszczolarski Mateusz Majdanik Andrzej Bartkiewicz Szymon Godras Ziemia Brzeska                                      |
| 2011      | Dawid Głowacki Mateusz Nowaczek Paweł Brylowski Mateusz Trepkowski ALKS Stal Grudziądz I                      | Mateusz Nowak Kornel Sójka Eryk Latoń Przemysław Kasperkiewicz KTK Kalisz                                   | Wojciech Pszczolarski Mateusz Majdanik Andrzej Bartkiewicz Szymon Godras LMGKK Ziemia Brzeska                                |
| 2012      | Mateusz Nowaczek Michał Michciński Rafał Jeziorski Mateusz Mikulicz ALKS Stal Grudziądz I                     | Mateusz Nowak Kornel Sójka Patryk Krzywda Przemysław Kasperkiewicz KTK Kalisz                               | Adrian Tekliński Łukasz Klasiński Marek Łazarewicz Borys Korczyński ALKS Stal Grudziądz II                                   |
| 2013      | Adam Stachowiak Paweł Brylowski Adrian Tekliński Mateusz Nowaczek Bank BGŻ                                    | Rafał Jeziorski Mateusz Nowak Michał Michciński Marek Łazarewicz ALKS Stal Grudziądz                        | Tobiasz Pawlak Patryk Krzywda Bartosz Chodyła Wojciech Rowicki KTK Kalisz                                                    |
| 2014      | Andrzej Bartkiewicz Piotr Skarżyński Adrian Tekliński Mateusz Nowaczek Sante Whistle Ziemia Brzeska           | Kacper Kistowski Wojciech Sykała Marcin Karbowy Borys Korczyński Tarnovia Tarnowo Podgórne                  | Mariusz Gąsiorowski Marceli Zieliński Mateusz Nowak Błażej Sas ALKS Stal Grudziądz                                           |
| 2015      | Paweł Zaleśny Szymon Krawczyk Dawid Czubak Mikołaj Sójka KTK Kalisz                                           | Wojciech Sykała Kacper Kistowski Patryk Wiewiór Borys Korczyński Tarnovia Tarnowo Podgórne                  | Adrian Tekliński Adam Stachowiak Adrian Banaszek Mateusz Nowaczek KOLSS-BDC Team                                             |
| 2016      | Wojciech Sykała Tobiasz Pawlak Borys Korczyński Adrian Mrówka Tarnovia Tarnowo Podgórne                       | Piotr Michalski Bartosz Rudyk Kajetan Albanowski Sebastian Okuniewski ALKS Stal Grudziądz                   | Artur Sowiński Maciej Pojawa Damian Sławek Adrian Kaiser Cartusia Kartuzy                                                    |
| 2017      | Mikołaj Sójka Tobiasz Pawlak Marcin Karbowy Adrian Mrówka Tarnovia Tarnowo Podgórne                           | Adrian Kaiser Damian Sławek Artur Sowiński Kacper Wiszniewski GKS Cartusia                                  | Daniel Staniszewski Patryk Soliński Przemysław Kuświk Patryk Górecki Piotr Pękala Bartłomiej Zabłocki Pogoń Mostostal Puławy |
| 2018      | Adrian Kaiser Damian Sławek Wojciech Ceniuch Nikodem Grzenkowicz Kacper Wiszniewski GKS Cartusia              | Adrian Tekliński Bartosz Rudyk Mariusz Gąsiorowski Jakub Krysztofiak ALKS Stal Ocetix Iglotex Grudziądz     | Daniel Staniszewski Maciej Kwiatkowski Przemysław Kuświk Bartłomiej Zabłocki Pogoń Mostostal Puławy                          |
| 2019      | Adrian Tekliński Bartosz Rudyk Dawid Migas Łukasz Michalski ALKS Stal Ocetix Iglotex Grudziądz                | Wojciech Ceniuch Kacper Wiszniewski Damian Sławek Nikodem Grzenkowicz Marcel Modliński GKS Cartusia         | Adrian Mrówka Jan Łamaszewski Mateusz Kostański Filip Prokopyszyn Tarnovia                                                   |
| 2020      | Daniel Staniszewski Alan Banaszek Norbert Banaszek Tobiasz Pawlak Mazowsze Serce Polski                       | Damian Papierski Karol Wawrzyniak Stanisław Aniołkowski Szymon Krawczyk CCC Development                     | Radosław Frątczak Igor Sęk Mateusz Sawicki Łukasz Rykowski Adam Woźniak UKS Copernicus-CCC-SMS Toruń                         |
| 2021      | Daniel Staniszewski Alan Banaszek Norbert Banaszek Tobiasz Pawlak Filip Prokopyszyn HRE Mazowsze Serce Polski | Damian Sławek Aleksander Krukowski Adam Woźniak Kacper Majewski Jakub Soszka Maciej Noceń GKS Cartusia      | Michał Kalinowski Kamil Szymacha Bartosz Małkiewicz Jan Modzelewski Baszta Golczewo                                          |
| 2022      | Adam Woźniak Jakub Soszka Radosław Lewandowski Kacper Majewski Damian Sławek GKS Cartusia                     | Radosław Frątczak Julian Kot Piotr Maślak Karol Bochenek Tarnovia Tarnowo Podgórne                          | Dawid Migas Konrad Waliniak Filip Biernacki Michał Rząca Kamil Kudliński KLTC Konin                                          |
| 2023      | Kamil Kudliński Mateusz Cywiński Jan Krukowski Maciej Noceń GKS Cartusia                                      | Adam Woźniak Konrad Waliniak Aleksander Krukowski Kacper Majewski GKS Cartusia                              | Filip Aspadarec Mateusz Stempnakowski Karol Stelmach Kacper Centka Baszta Golczewo                                           |
| 2024      | Konrad Waliniak Adam Woźniak Aleksander Krukowski Kamil Kudliński GKS Cartusia                                | Filip Prokopyszyn Jan Miazga Patryk Dąbski Maciej Noceń LUKS Trójka Piaseczno                               | Kamil Dolak Piotr Kij Tomasz Listwoń Paweł Więczkowski Adam Marciniak                                                        |

#### Course aux points
| Année     | Vainqueur              | Deuxième               | Troisième             |
| --------- | ---------------------- | ---------------------- | --------------------- |
| 1930      | Artur Schmidt          | Kazimierz Włodarczyk   | Czesław Bryszke       |
| 1931      | Eugeniusz Michalak     | Kazimierz Włodarczyk   | ?                     |
| 1932      | Stefan Popończyk       | Aleksy Paul            | Henryk Klatt          |
| 1933      | Kazimierz Włodarczyk   | Stefan Popończyk       | Wiktor Olecki         |
| 1934      | Kazimierz Włodarczyk   | Wacław Fajge           | Mieczysław Moczulski  |
| 1935      | Bolesław Napierała     | Ryszard Stahl          | Eugeniusz Michalak    |
| 1936      | Stefan Popończyk       | Bolesław Napierała     | Wacław Starzyński     |
| 1937      | Mieczysław Moczulski   | Bolesław Napierała     | Adam Lazar            |
| 1938      | Władysław Wandor       | Leon Dąbrowiecki       | Ludwik Święszek       |
| 1939-1945 | Pas organisé           | Pas organisé           | Pas organisé          |
| 1946      | Jerzy Bek              | Tadeusz Gabrych        | Lucjan Pietraszewski  |
| 1947      | Jerzy Bek              | Lucjan Pietraszewski   | Teofil Sałyga         |
| 1948      | Jerzy Bek              | Józef Kapiak           | Jerzy Liszkiewicz     |
| 1949      | Tadeusz Gabrych        | Bolesław Napierała     | Jan Janicki           |
| 1950      | Aleksander Marchwiński | Stefan Borucz          | Tadeusz Gabrych       |
| 1951      | Władysław Klabiński    | Tadeusz Waliszewski    | Teofil Sałyga         |
| 1952      | Jerzy Bek              | Zbigniew Borowski      | Dominik Jurek         |
| 1953      | Józef Grundmann        | Aleksander Marchwiński | Jerzy Bek             |
| 1954      | Józef Grundmann        | Jerzy Bek              | Józef Kupczak         |
| 1955      | Lucjan Skąpski         | Marian Czabajski       | Andrzej Tracz         |
| 1956      | Jerzy Bek              | Krzysztof Jamroz       | Ireneusz Muszalski    |
| 1957      | Jerzy Jankowski        | Krzysztof Jamroz       | Stefan Borucz         |
| 1958      | Stefan Borucz          | Mieczysław Ulik        | Ryszard Piechota      |
| 1959      | Lucjan Józefowicz      | Stefan Borucz          | Jerzy Boliński        |
| 1960      | Jerzy Linde            | Waldemar Mosbauer      | Jerzy Boliński        |
| 1961      | Jan Kudra              | Jerzy Linde            | Jan Ścibiorek         |
| 1962      | Roman Chtiej           | Jan Chtiej             | Tadeusz Zadrożny      |
| 1963      | Ryszard Szałapski      | Jan Kudra              | Tadeusz Zadrożny      |
| 1964      | Wacław Latocha         | Ryszard Szałapski      | Manfred Sztumpf       |
| 1965      | Wacław Latocha         | Julian Bińczyk         | Tadeusz Zadrożny      |
| 1966      | Rajmund Zieliński      | Kazimierz Faligowski   | Jerzy Linde           |
| 1967      | Jan Kudra              | Rajmund Zieliński      | Kazimierz Faligowski  |
| 1968      | Rajmund Zieliński      | Jan Kudra              | Wojciech Matusiak     |
| 1969      | Wojciech Matusiak      | Marek Mianowski        | Władysław Kierczyński |
| 1970      | Wojciech Matusiak      | Ryszard Tłokiński      | Jerzy Głowacki        |
| 1971      | Paweł Kaczorowski      | Sławomir Rubin         | Bernard Kręczyński    |
| 1972      | Paweł Kaczorowski      | Sławomir Rubin         | Bernard Kręczyński    |
| 1973      | Paweł Kaczorowski      | Zbigniew Szczepkowski  | Jerzy Głowacki        |
| 1974      | Juliusz Firkowski      | Marian Salamon         | Zbigniew Szczepkowski |
| 1975      | Marian Salamon         | Paweł Kaczorowski      | Andrzej Firląg        |
| 1976      | Zbigniew Szczepkowski  | Kazimierz Wąsaty       | Jerzy Bogdański       |
| 1977      | Paweł Kaczorowski      | Jerzy Siarnecki        | Marek Szymaniak       |
| 1978      | Lechosław Michalak     | Jan Jankiewicz         | Zbigniew Woźnicki     |
| 1979      | Lechosław Michalak     | Zbigniew Szczepkowski  | Marek Kulesza         |
| 1980      | Marek Szymaniak        | Zbigniew Szczepkowski  | Marek Kulesza         |
| 1981      | Czesław Lang           | Tomasz Zwoliński       | Zbigniew Szczepkowski |
| 1982      | Lechosław Michalak     | Andrzej Serediuk       | Krzysztof Kurzawiński |
| 1983      | Wojciech Rudowicz      | Zbigniew Szczepkowski  | Adam Zagajewski       |
| 1984      | Leszek Stępniewski     | Lech Piasecki          | Jarosław Szczepkowski |
| 1985      | Jarosław Szczepkowski  | Zbigniew Ludwiniak     | Waldemar Wójcik       |
| 1986      | Roman Owczarek         | Grzegorz Zieliński     | Waldemar Wójcik       |
| 1987      | Zbigniew Spruch        | Waldemar Wójcik        | Paweł Kowalski        |
| 1988      | Leszek Pociech         | Grzegorz Korczyński    | Wojciech Pawlak       |
| 1989      | Wojciech Pawlak        | Krzysztof Ciechanowski | Zbigniew Spruch       |
| 1990      | Wojciech Pawlak        | Andrzej Sieradzki      | Sławomir Lipiński     |
| 1991      | Ireneusz Matusiak      | Grzegorz Fijałkowski   | Henryk Kołaczek       |
| 1992      | Sławomir Gajek         | Henryk Kołaczek        | Wojciech Pawlak       |
| 1993      | Sławomir Gajek         | Wojciech Pawlak        | Jacek Hałuszko        |
| 1994      | Piotr Zaradny          | Adam Gągała            | Rafał Jaworski        |
| 1995      | Ryszard Dawidowicz     | Jarosław Rębiewski     | Artur Krasiński       |
| 1996      | Piotr Zaradny          | Grzegorz Krejner       | Tomasz Lisowicz       |
| 1997      | Wojciech Pawlak        | Jarosław Rębiewski     | Sławomir Pasterski    |
| 1998      | Marek Tylski           | Jarosław Rębiewski     | Grzegorz Mroziński    |
| 1999      | Grzegorz Mroziński     | Marek Wesoły           | Zbigniew Wyrzykowski  |
| 2000      | Jarosław Rębiewski     | Szymon Kurdynowski     | Sebastian Jezierski   |
| 2001      | Wojciech Dybel         | Sebastian Jezierski    | Robert Karśnicki      |
| 2002      | Marcin Mientki         | Wojciech Dybel         | Piotr Kupczanko       |
| 2003      | Paweł Bronz            | Adam Krajewski         | Mateusz Taciak        |
| 2004      | Wojciech Ziółkowski    | Bartosz Pajor          | Adrian Kuczyński      |
| 2005      | Michał Kurpik          | Robert Tułacz          | Bartosz Pajor         |
| 2006      | Marcin Wolski          | Mateusz Czapla         | Mateusz Jędrzejczyk   |
| 2007      | Rafał Ratajczyk        | Piotr Lis              | Mateusz Jędrzejczyk   |
| 2008      | Michał Kwiatkowski     | Piotr Kasperkiewicz    | Piotr Chatłas         |
| 2009      | Łukasz Bujko           | Rafał Ratajczyk        | Piotr Kasperkiewicz   |
| 2010      | Dawid Głowacki         | Mateusz Nowak          | Adam Stachowiak       |
| 2011      | Dawid Głowacki         | Bartłomiej Matysiak    | Wojciech Pszczolarski |
| 2012      | Adrian Tekliński       | Mateusz Nowak          | Mateusz Nowaczek      |
| 2013      | Wojciech Pszczolarski  | Adam Stachowiak        | Michał Michciński     |
| 2014      | Mateusz Nowaczek       | Borys Korczyński       | Adrian Kurek          |
| 2015      | Adrian Tekliński       | Dawid Czubak           | Michał Rzeźnicki      |
| 2016      | Alan Banaszek          | Michał Rzeźnicki       | Patryk Soliński       |
| 2017      | Szymon Sajnok          | Szymon Krawczyk        | Alan Banaszek         |
| 2018      | Szymon Krawczyk        | Bartosz Rudyk          | Daniel Staniszewski   |
| 2019      | Alan Banaszek          | Wojciech Pszczolarski  | Filip Prokopyszyn     |
| 2020      | Alan Banaszek          | Daniel Staniszewski    | Tobiasz Pawlak        |
| 2021      | Alan Banaszek          | Daniel Staniszewski    | Julian Kot            |
| 2022      | Wojciech Pszczolarski  | Radosław Frątczak      | Damian Sławek         |
| 2023      | Konrad Waliniak        | Wojciech Pszczolarski  | Damian Sławek         |
| 2024      | Wojciech Pszczolarski  | Konrad Waliniak        | Maksymilian Radosz    |

#### Course à l'américaine
| Année | Vainqueur                                 | Deuxième                              | Troisième                                 |
| ----- | ----------------------------------------- | ------------------------------------- | ----------------------------------------- |
| 1969  | Paweł Kaczorowski Sławomir Rubin          | Marek Mianowski Lech Rychtarski       | Władysław Kierczyński Andrzej Pieczyński  |
| 1970  | Paweł Kaczorowski Sławomir Rubin          | Andrzej Bek Jarosław Bek              | ?                                         |
| 1971  | Jerzy Głowacki Bernard Kręczyński         | Paweł Kaczorowski Sławomir Rubin      | Bogdan Godras Lech Rychtarski             |
| 1972  | Paweł Kaczorowski Sławomir Rubin          | Jerzy Głowacki Ryszard Tyszkiewicz    | Bogdan Godras Lech Rychtarski             |
| 1973  | Henryk Fryca Bernard Kręczyński           | Paweł Kaczorowski Sławomir Rubin      | Henryk Miksa Jarosław Szmaja              |
| 1974  | Henryk Miksa Wiesław Stańczak             | Paweł Kaczorowski Sławomir Rubin      | Henryk Fryca Bernard Kręczyński           |
| 1975  | Henryk Fryca Kazimierz Wąsaty             | Bernard Kręczyński Wiesław Polański   | Mieczysław Klimczyk Zbigniew Szczepkowski |
| 1976  | Jerzy Głowacki Tadeusz Głowacki           | Andrzej Bek Jarosław Bek              | Henryk Fryca Kazimierz Wąsaty             |
| 1977  | Andrzej Bek Jarosław Bek                  | Bernard Kręczyński Wiesław Polański   | Jerzy Głowacki Tadeusz Głowacki           |
| 1978  | Jerzy Bogdański Zbigniew Ryk              | Bernard Kręczyński Kazimierz Wąsaty   | Henryk Miksa Wiesław Stańczak             |
| 1979  | Andrzej Barczykowski Zbigniew Woźnicki    | Krzysztof Franik Zbigniew Ryk         | Henryk Miksa Wiesław Stańczak             |
| 1980  | Marek Olejarczyk Marian Salamon           | Jerzy Bogdański Krzysztof Franik      | Marek Kluj Marek Szymaniak (kolarz)       |
| 1981  | Ryszard Konkolewski Bernard Kręczyński    | Ryszard Szymecki Waldemar Wójcik      | Andrzej Barczykowski Zbigniew Woźnicki    |
| 1982  | Ryszard Konkolewski Waldemar Wójcik       | Leszek Pociech Zbigniew Woźnicki      | Krzysztof Franik Jarosław Serafin         |
| 1983  | Ryszard Konkolewski Waldemar Wójcik       | Leszek Pociech Leszek Stępniewski     | Waldemar Deleżyński Dariusz Kustosz       |
| 1984  | Andrzej Barczykowski Leszek Pociech       | Mirosław Cybulski Waldemar Wójcik     | Mirosław Jurek Robert Kowalski            |
| 1985  | Roman Owczarek Leszek Stępniewski         | Andrzej Barczykowski Leszek Pociech   | Krzysztof Dąbrowski Jacek Pawlak          |
| 1986  | Andrzej Barczykowski Leszek Pociech       | Marek Garczyński Marek Rosłaniec      | Paweł Gilak Daniel Ratajczyk              |
| 1987  | Roman Owczarek Leszek Pociech             | Robert Masłowski Ryszard Wesołowski   | Zbigniew Bens Piotr Borkowski             |
| 1988  | Wojciech Pawlak Jacek Pawlak              | Marek Rosłaniec Leszek Fornalik       | Jacek Orłowski Ryszard Konkolewski        |
| 1989  | Wojciech Pawlak Jacek Pawlak              | Leszek Pociech Sławomir Gajek         | Janusz Paś Daniel Ratajczyk               |
| 1990  | Wojciech Pawlak Grzegorz Krejner          | Janusz Dębowski Leszek Fornalik       | Leszek Pociech Sławomir Gajek             |
| 1991  | Janusz Dębowski Radosław Smolaga          | Robert Karśnicki Maciej Sztykiel      | Wojciech Pawlak Piotr Zaradny             |
| 1992  | Piotr Zaradny Jacek Kubiak                | Leszek Fornalik Radosław Smolaga      | Grzegorz Krejner Sławomir Gajek           |
| 1993  | Leszek Fornalik Radosław Smolaga          | Wojciech Pawlak Ireneusz Matusiak     | Piotr Zaradny Jacek Kubiak                |
| 1994  | Piotr Zaradny Jacek Kubiak                | Leszek Fornalik Radosław Smolaga      | Krzysztof Ciesielski Sebastian Gołąb      |
| 1995  | Wojciech Pawlak Jacek Kubiak              | Leszek Fornalik Radosław Smolaga      | Jarosław Rębiewski Marcin Gałązka         |
| 1996  | Sebastian Gołąb Piotr Zaradny             | Tomasz Lisowicz Tomasz Andrzejak      | Radosław Smolaga Grzegorz Lisowski        |
| 1997  | Jarosław Rębiewski Marcin Gałązka         | Wojciech Pawlak Piotr Zaradny         | Daniel Czajkowski Radosław Siedlecki      |
| 1998  | Wojciech Pawlak Piotr Zaradny             | Grzegorz Mroziński Jarosław Rębiewski | Wiktor Ulanowski Tomasz Lisowicz          |
| 1999  | Wojciech Pawlak Piotr Zaradny             | Grzegorz Mroziński Jarosław Rębiewski | Tomasz Wąsaty Tomasz Błaszczyk            |
| 2000  | Krzysztof Spławski Sławomir Pasterski     | Robert Karśnicki Jarosław Rębiewski   | Mariusz Wiesiak Daniel Majewski           |
| 2001  | Krzysztof Spławski Grzegorz Mroziński     | Robert Karśnicki Daniel Czajkowski    | Paweł Sendal Maciej Bodzianowski          |
| 2002  | Norbert Sobociński Błażej Krupa           | Rafał Ratajczyk Daniel Majewski       | Paweł Bentkowski Wojciech Dybel           |
| 2003  | Bartosz Pajor Adam Krajewski              | Piotr Kupczanko Sławomir Spławski     | Bartosz Matysiak Włodzimierz Gilicki      |
| 2004  | Radosław Wasilewski Piotr Kupczanko       | Rafał Ratajczyk Adrian Kuczyński      | Wojciech Ziółkowski Bartosz Pajor         |
| 2005  | Bartłomiej Matysiak Rafał Ratajczyk       | Dominik Maciołek Kamil Kuczyński      | Michał Kurpik Marcin Wolski               |
| 2006  | Rafał Ratajczyk Sebastian Jezierski       | Piotr Lis Hubert Tułacz               | Paweł Mikulicz Mateusz Czapla             |
| 2007  | Wojciech Dybel Mariusz Wiesiak            | Dawid Głowacki Rafał Ratajczyk        | Hubert Tułacz Michał Nawrocki             |
| 2008  | Wojciech Dybel Radosław Kwiatkowski       | Tomasz Krysztofik Artur Komisarek     | Adam Stachowiak Kamil Pawelec             |
| 2009  | Rafał Ratajczyk Łukasz Bujko              | Paweł Brylowski Dawid Głowacki        | Kamil Pawelec Adam Stachowiak             |
| 2010  | Dawid Głowacki Łukasz Bujko               | Rafał Ratajczyk Adam Stachowiak       | Paweł Brylowski Mateusz Nowaczek          |
| 2011  | Paweł Brylowski Dawid Głowacki            | Mateusz Nowaczek Mateusz Nowak        | Adam Stachowiak Kamil Pawelec             |
| 2012  | Mateusz Nowaczek Mateusz Mikulicz         | Michał Michciński Rafał Jeziorski     | Paweł Brylowski Adam Stachowiak           |
| 2013  | Paweł Brylowski Mateusz Nowaczek          | Adam Stachowiak Adrian Tekliński      | Rafał Jeziorski Michał Michciński         |
| 2014  | Alan Banaszek Norbert Banaszek            | Mateusz Nowak Michał Michciński       | Mariusz Gąsiorowski Marceli Zieliński     |
| 2015  | Wojciech Pszczolarski Mateusz Nowak       | Paweł Zaleśny Mikołaj Sójka           | Paweł Zaleśny Tobiasz Pawlak              |
| 2016  | Adrian Tekliński Michał Rzeźnicki         | Norbert Banaszek Daniel Staniszewski  | Borys Korczyński Kamil Piwowski           |
| 2017  | Daniel Staniszewski Wojciech Pszczolarski | Szymon Krawczyk Alan Banaszek         | Adrian Tekliński Bartosz Rudyk            |
| 2018  | Szymon Krawczyk Damian Sławek             | Adrian Tekliński Bartosz Rudyk        | Wojciech Pszczolarski Daniel Staniszewski |
| 2019  | Daniel Staniszewski Filip Prokopyszyn     | Damian Sławek Wojciech Pszczolarski   | Kamil Taczyński Dawid Migas               |
| 2020  | Alan Banaszek Daniel Staniszewski         | Bartosz Rudyk Damian Sławek           | Szymon Krawczyk Damian Papierski          |
| 2021  | Alan Banaszek Daniel Staniszewski         | Szymon Potasznik Radosław Frątczak    | Damian Sławek Radosław Lewandowski        |
| 2022  | Kacper Majewski Radosław Lewandowski      | Piotr Maślak Radosław Frątczak        | Filip Prokopyszyn Damian Papierski        |
| 2023  | Wojciech Pszczolarski Filip Prokopyszyn   | Piotr Maślak Radosław Frątczak        | Adam Woźniak Konrad Waliniak              |
| 2024  | Damian Sławek Jan Gadera                  | Dawid Łatkowski Szymon Wiśniewski     | Piotr Maślak Konrad Waliniak              |

#### Scratch
| Année | Vainqueur             | Deuxième              | Troisième             |
| ----- | --------------------- | --------------------- | --------------------- |
| 2005  | Marcin Wolski         | Bartosz Pajor         | Kamil Kuczyński       |
| 2006  | Łukasz Kwiatkowski    | Kamil Kuczyński       | Piotr Lis             |
| 2007  | Piotr Kasperkiewicz   | Rafał Poper           | Tomasz Krysztofik     |
| 2008  | Piotr Kasperkiewicz   | Kamil Kuczyński       | Grzegorz Drejgier     |
| 2009  | Grzegorz Stępniak     | Paweł Bernas          | Andrzej Bartkiewicz   |
| 2010  | Rafał Ratajczyk       | Krzysztof Spławski    | Łukasz Bujko          |
| 2011  | Mateusz Nowaczek      | Szymon Godras         | Kornel Sójka          |
| 2012  | Mateusz Nowak         | Adrian Tekliński      | Andrzej Bartkiewicz   |
| 2013  | Adrian Tekliński      | Rafał Jeziorski       | Mateusz Nowak         |
| 2014  | Adrian Tekliński      | Mateusz Nowak         | Rafał Jeziorski       |
| 2015  | Daniel Staniszewski   | Patryk Pazik          | Wojciech Pszczolarski |
| 2016  | Michał Rzeźnicki      | Patryk Soliński       | Alan Banaszek         |
| 2017  | Szymon Sajnok         | Wojciech Pszczolarski | Tobiasz Pawlak        |
| 2018  | Adrian Tekliński      | Szymon Krawczyk       | Damian Sławek         |
| 2019  | Miłosz Mielczarek     | Damian Sławek         | Wojciech Pszczolarski |
| 2020  | Szymon Krawczyk       | Daniel Staniszewski   | Alan Banaszek         |
| 2021  | Alan Banaszek         | Bartosz Rudyk         | Dawid Migas           |
| 2022  | Dawid Migas           | Radosław Frątczak     | Julian Kot            |
| 2023  | Konrad Waliniak       | Wojciech Pszczolarski | Aleksander Krukowski  |
| 2024  | Wojciech Pszczolarski | Damian Sławek         | Aleksander Krukowski  |

#### Omnium
| Année | Vainqueur           | Deuxième              | Troisième             |
| ----- | ------------------- | --------------------- | --------------------- |
| 2010  | Rafał Ratajczyk     | Grzegorz Stępniak     | Dawid Głowacki        |
| 2011  | Dawid Głowacki      | Mateusz Nowak         | Rafał Ratajczyk       |
| 2012  | Mateusz Nowak       | Mateusz Nowaczek      | Adrian Tekliński      |
| 2013  | Adrian Tekliński    | Mateusz Nowaczek      | Rafał Jeziorski       |
| 2014  | Mateusz Nowak       | Adrian Tekliński      | Rafał Jeziorski       |
| 2015  | Adrian Tekliński    | Mateusz Nowak         | Krzysztof Tomaszewski |
| 2016  | Adrian Tekliński    | Michał Rzeźnicki      | Mateusz Nowaczek      |
| 2017  | Szymon Sajnok       | Daniel Staniszewski   | Szymon Krawczyk       |
| 2018  | Filip Maciejuk      | Daniel Staniszewski   | Filip Prokopyszyn     |
| 2019  | Damian Sławek       | Filip Prokopyszyn     | Wojciech Pszczolarski |
| 2020  | Daniel Staniszewski | Alan Banaszek         | Filip Prokopyszyn     |
| 2021  | Alan Banaszek       | Daniel Staniszewski   | Damian Sławek         |
| 2022  | Adam Woźniak        | Kacper Majewski       | Radosław Frątczak     |
| 2023  | Konrad Waliniak     | Wojciech Pszczolarski | Kacper Majewski       |
| 2024  | Alan Banaszek       | Konrad Waliniak       | Adam Woźniak          |

#### Course par élimination
| Année | Vainqueur           | Deuxième          | Troisième        |
| ----- | ------------------- | ----------------- | ---------------- |
| 2016  | Adrian Tekliński    | Alan Banaszek     | Damian Sławek    |
| 2017  | Szymon Krawczyk     | Alan Banaszek     | Szymon Sajnok    |
| 2018  | Alan Banaszek       | Damian Sławek     | Adrian Tekliński |
| 2019  | Filip Prokopyszyn   | Alan Banaszek     | Szymon Potasznik |
| 2020  | Filip Prokopyszyn   | Alan Banaszek     | Damian Sławek    |
| 2022  | Daniel Staniszewski | Filip Prokopyszyn | Adam Woźniak     |
| 2023  | Adam Woźniak        | Piotr Maślak      | Kamil Dolak      |
| 2024  | Adam Woźniak        | Alan Banaszek     | Piotr Maślak     |

### Femmes

#### 500 mètres
| Année | Vainqueur               | Deuxième                | Troisième            |
| ----- | ----------------------- | ----------------------- | -------------------- |
| 1987  | Isabela Jwaszkiewicz    |                         |                      |
| 1988  | Malgorzata Sandej       |                         |                      |
| 1990  | Agnieszka Godras        |                         |                      |
| 1991  | Malgorzata Jedrzejewska |                         |                      |
| 1992  | Malgorzata Jedrzejewska |                         |                      |
| 1993  | Agnieszka Godras        |                         |                      |
| 1994  | Agnieszka Godras        |                         |                      |
| 1995  | Agnieszka Godras        |                         |                      |
| 1996  | Agnieszka Godras        | Marzena Piskula         | Malgorzata Sandej    |
| 1997  | Agnieszka Godras        | Marzena Piskula         | Malgorzata Sandej    |
| 1998  | Monika Tyburska         | Agnieszka Wilczynska    | Anna Skawinska       |
| 1999  | Monika Cegla            | Anna Skawinska          | Agnieszka Wilczynska |
| 2000  | Agnieszka Wilczynska    | Monika Tyburska         | Monika Cegla         |
| 2001  | Agnieszka Wilczynska    | Monika Cegla            | Katarzyna Jagusiak   |
| 2002  | Monika Cegla            | Agnieszka Wilczynska    | Joanna Ignasiak      |
| 2003  | Katarzyna Jagusiak      | Agnieszka Kendysz       | Agnieszka Pietr      |
| 2005  | Magdalena Sara          | Paulina Cieslik         | Marta Janowiak       |
| 2006  | Magdalena Sara          | Renata Dabrowska        | Paulina Cieslik      |
| 2008  | Aleksandra Drejgier     | Renata Dabrowska        | Marta Janowiak       |
| 2009  | Aleksandra Drejgier     | Renata Dabrowska        | Katarzyna Pawlowska  |
| 2010  | Malgorzata Wojtyra      | Renata Dabrowska        | Marta Janowiak       |
| 2013  | Urszula Los             | Eugenia Bujak           | Natalia Rutkowska    |
| 2015  | Urszula Los             | Katarzyna Kirschenstein | Malgorzata Wojtyra   |
| 2016  | Urszula Los             | Julita Jagodzińska      | Nikola Rozynska      |
| 2017  | Monika Graczewska       | Karolina Pizon          | Nikola Rozynska      |
| 2018  | Urszula Los             | Julita Jagodzińska      | Karolina Pizon       |
| 2019  | Julita Jagodzińska      | Aleksandra Tolomanow    | Paulina Petri        |
| 2020  | Urszula Los             | Marlena Karwacka        | Nikola Sibiak        |
| 2021  | Urszula Los             | Nikola Sibiak           | Paulina Petri        |
| 2022  | Urszula Los             | Marlena Karwacka        | Nikola Sibiak        |

#### Keirin
| Année | Vainqueur               | Deuxième           | Troisième            |
| ----- | ----------------------- | ------------------ | -------------------- |
| 2003  | Katarzyna Jagusiak      | Marta Szczuko      | Agnieszka Kendysz    |
| 2005  | Magdalena Sara          | Paulina Cieslik    | Malgorzata Wojtyra   |
| 2006  | Magdalena Sara          | Renata Dabrowska   | Malgorzata Wojtyra   |
| 2007  | Renata Dabrowska        |                    |                      |
| 2008  | Malgorzata Wojtyra      | Renata Dabrowska   | Aleksandra Drejgier  |
| 2009  | Renata Dabrowska        | Natalia Rutkowska  | Aleksandra Drejgier  |
| 2010  | Malgorzata Wojtyra      | Marta Janowiak     | Natalia Rutkowska    |
| 2012  | Malgorzata Wojtyra      |                    |                      |
| 2013  | Malgorzata Wojtyra      | Natalia Rutkowska  | Urszula Los          |
| 2015  | Katarzyna Kirschenstein | Malgorzata Wojtyra | Urszula Los          |
| 2016  | Julita Jagodzińska      | Jagoda Garczarek   | Urszula Los          |
| 2017  | Julita Jagodzińska      | Marlena Karwacka   | Karolina Pizon       |
| 2018  | Urszula Los             | Marlena Karwacka   | Aleksandra Tolomanow |
| 2019  | Urszula Los             | Nikola Sibiak      | Marlena Karwacka     |
| 2020  | Nikola Sibiak           | Paulina Petri      | Urszula Los          |
| 2021  | Nikola Sibiak           | Marlena Karwacka   | Paulina Petri        |
| 2022  | Paulina Petri           | Nikola Sibiak      | Urszula Los          |

#### Vitesse individuelle
| Année | Vainqueur               | Deuxième             | Troisième               |
| ----- | ----------------------- | -------------------- | ----------------------- |
| 1987  | Agnieszka Godras        |                      |                         |
| 1993  | Agnieszka Godras        | Agnieszka Wisniewska | Malgorzata Jedrzejewska |
| 1994  | Agnieszka Godras        |                      |                         |
| 1995  | Agnieszka Godras        |                      |                         |
| 1996  | Agnieszka Godras        | Marzena Piskula      | Sylwia Spoczynska       |
| 1997  | Agnieszka Godras        | Monika Tyburska      | Agnieszka Wilczynska    |
| 1998  | Agnieszka Wilczynska    | Monika Cegla         | Agnieszka Wisniewska    |
| 1999  | Agnieszka Wilczynska    | Monika Tyburska      | Monika Cegla            |
| 2000  | Agnieszka Wilczynska    | Monika Tyburska      | Agnieszka Szostek       |
| 2001  | Agnieszka Wilczynska    | Katarzyna Jagusiak   | Wioletta Balawajder     |
| 2003  | Katarzyna Jagusiak      | Agnieszka Kendysz    | Monika Cegla            |
| 2005  | Paulina Cieslik         | Malgorzata Wojtyra   | Marta Janowiak          |
| 2006  | Renata Dabrowska        | Magdalena Sara       | Paulina Cieslik         |
| 2008  | Renata Dabrowska        | Malgorzata Wojtyra   | Zaneta Komos            |
| 2009  | Natalia Rutkowska       | Aleksandra Drejgier  | Renata Dabrowska        |
| 2010  | Marta Janowiak          | Renata Dabrowska     | Natalia Rutkowska       |
| 2012  | Malgorzata Wojtyra      |                      |                         |
| 2013  | Urszula Los             | Natalia Rutkowska    | Katarzyna Kirschenstein |
| 2015  | Katarzyna Kirschenstein | Urszula Los          | Aleksandra Tolomanow    |
| 2016  | Julita Jagodzińska      | Aleksandra Tolomanow | Urszula Los             |
| 2017  | Julita Jagodzińska      | Marlena Karwacka     | Urszula Los             |
| 2018  | Urszula Los             | Marlena Karwacka     | Julita Jagodzińska      |
| 2019  | Urszula Los             | Marlena Karwacka     | Nikola Sibiak           |
| 2020  | Urszula Los             | Marlena Karwacka     | Nikola Sibiak           |
| 2021  | Urszula Los             | Nikola Sibiak        | Paulina Petri           |
| 2022  | Urszula Los             | Marlena Karwacka     | Nikola Sibiak           |

#### Vitesse par équipes
| Année | Vainqueur                                                          | Deuxième                                                      | Troisième                                       |
| ----- | ------------------------------------------------------------------ | ------------------------------------------------------------- | ----------------------------------------------- |
| 2018  | Julita Jagodzińska Aleksandra Tolomanow                            | Urszula Los Katarzyna Kirschenstein                           | Karolina Pizon Ewa Fajkowska                    |
| 2021  | Marlena Karwacka Natalia Nieruchalska Nikola Sibiak                | Paulina Petri Natalia Wezyk Matylda Glowacka                  | Zuzanna Olejniczak Wiktoria Polak Iga Wiklinska |
| 2022  | Marlena Karwacka Nikola Sibiak Natalia Nieruchalska Sara Prusinska | Urszula Los Natalia Glowacka Natalia Walecka Nikola Jankowska | Paulina Petri Natalia Wezyk Matylda Glowacka    |

#### Poursuite individuelle
| Année | Vainqueur               | Deuxième             | Troisième            |
| ----- | ----------------------- | -------------------- | -------------------- |
| 1987  | Malgorzata Sandej       |                      |                      |
| 1988  | Bogumila Matusiak       |                      |                      |
| 1990  | Malgorzata Jedrzejewska |                      |                      |
| 1991  | Malgorzata Jedrzejewska |                      |                      |
| 1992  | Malgorzata Jedrzejewska |                      |                      |
| 1993  | Malgorzata Jedrzejewska | Bogumila Matusiak    | Agnieszka Godras     |
| 1994  | Malgorzata Jedrzejewska |                      |                      |
| 1995  | Malgorzata Jedrzejewska |                      |                      |
| 1996  | Agnieszka Godras        | Monika Kotek         | Malgorzata Sandej    |
| 1997  | Agnieszka Godras        | Monika Kotek         | Malgorzata Sandej    |
| 1998  | Monika Tyburska         | Beata Krakowiak      | Monika Kotek         |
| 1999  | Monika Tyburska         | Dorota Czynszak      | Agnieszka Wilczynska |
| 2000  | Monika Tyburska         | Anna Skawinska       | Agnieszka Wilczynska |
| 2001  | Monika Tyburska         | Agnieszka Pietr      | Malgorzata Wysocka   |
| 2002  | Joanna Ignasiak         | Agnieszka Pietr      | Anna Skawinska       |
| 2003  | Joanna Ignasiak         | Agnieszka Pietr      | Katarzyna Jagusiak   |
| 2005  | Anna Skawinska          | Agnieszka Pietr      | Katarzyna Jagusiak   |
| 2006  | Joanna Ignasiak         | Katarzyna Jagusiak   | Anna Harkowska       |
| 2008  | Edyta Jasinska          | Malgorzata Wojtyra   | Dominika Maczka      |
| 2009  | Edyta Jasinska          | Katarzyna Pawlowska  | Paulina Cywinska     |
| 2010  | Edyta Jasinska          | Malgorzata Wojtyra   | Katarzyna Pawlowska  |
| 2012  | Katarzyna Pawlowska     |                      |                      |
| 2013  | Katarzyna Pawlowska     | Malgorzata Wojtyra   | Eugenia Bujak        |
| 2015  | Edyta Jasinska          | Natalia Rutkowska    | Agata Drozdek        |
| 2016  | Edyta Jasinska          | Natalia Rutkowska    | Nikola Rozynska      |
| 2017  | Justyna Kaczkowska      | Katarzyna Pawlowska  | Lucja Pietrzak       |
| 2018  | Justyna Kaczkowska      | Karolina Karasiewicz | Marta Lach           |
| 2019  | Justyna Kaczkowska      | Lucja Pietrzak       | Dominika Bykowska    |
| 2020  | Karolina Karasiewicz    | Patrycja Lorkowska   | Karolina Kumiega     |
| 2021  | Patrycja Lorkowska      | Zuzanna Olejniczak   | Zuzanna Chylinska    |
| 2022  | Marianna Hall           | Olga Wankiewicz      | Patrycja Lorkowska   |

#### Poursuite par équipes
| Année | Vainqueur                                                                 | Deuxième                                                                 | Troisième                                                                    |
| ----- | ------------------------------------------------------------------------- | ------------------------------------------------------------------------ | ---------------------------------------------------------------------------- |
| 2018  | Nikol Plosaj Weronika Humelt Karolina Lipiejko Monika Graczewska          | Justyna Kaczkowska Lucja Pietrzak Aurela Nerlo Marta Lach                | Karolina Karasiewicz Edyta Jasinska Karolina Kumiega Nikola Rozynska         |
| 2021  | Karolina Karasiewicz Patrycja Lorkowska Karolina Kumiega Natalia Krzeslak | Julia Kowalska Zuzanna Olejniczak Wiktoria Polak Iga Wiklinska           | Dominika Bykowska Oliwia Narkiewicz Paulina Pastuszek Dorota Przezak         |
| 2022  | Olga Wankiewicz Daria Pikulik Wiktoria Pikulik Nikol Plosaj               | Patrycja Lorkowska Natalia Krzeslak Maja Wroblewska Karolina Karasiewicz | Dorota Przezak Sandra Schulz Otylia Kubicka Oliwia Sroczynska Kornelia Braun |

#### Course aux points
| Année | Vainqueur            | Deuxième                | Troisième            |
| ----- | -------------------- | ----------------------- | -------------------- |
| 1993  | Agnieszka Godras     | Malgorzata Jedrzejewska | Bogumila Matusiak    |
| 1994  | Agnieszka Godras     |                         |                      |
| 1995  | Agnieszka Godras     |                         |                      |
| 1996  | Agnieszka Godras     | Malgorzata Sandej       | Marzena Piskula      |
| 1997  | Agnieszka Godras     | Malgorzata Sandej       | Anna Malysza         |
| 1998  | Monika Tyburska      | Dorota Czynszak         | Malgorzata Wysocka   |
| 1999  | Dorota Czynszak      | Monika Tyburska         | Anna Skawinska       |
| 2000  | Wioletta Balawajder  | Karolina Raby           | Monika Banasiak      |
| 2001  | Monika Tyburska      | Malgorzata Wysocka      | Agnieszka Wilczynska |
| 2003  | Agnieszka Pietr      | Elzbieta Walasek        | Elzbieta Szczepanska |
| 2005  | Katarzyna Jagusiak   | Malgorzata Wojtyra      | Anna Skawinska       |
| 2006  | Malgorzata Wojtyra   | Joanna Ignasiak         | Karonina Janik       |
| 2008  | Malgorzata Wojtyra   | Edyta Jasinska          | Renata Dabrowska     |
| 2009  | Natalia Rutkowska    | Katarzyna Pawlowska     | Paulina Cywinska     |
| 2010  | Katarzyna Pawlowska  | Malgorzata Wojtyra      | Edyta Jasinska       |
| 2011  | Katarzyna Pawlowska  |                         |                      |
| 2012  | Katarzyna Pawlowska  |                         |                      |
| 2013  | Natalia Rutkowska    | Katarzyna Pawlowska     | Edyta Jasinska       |
| 2014  | Malgorzata Wojtyra   |                         |                      |
| 2015  | Karolina Karasiewicz | Natalia Rutkowska       | Lucja Pietrzak       |
| 2016  | Edyta Jasinska       | Karolina Karasiewicz    | Natalia Rutkowska    |
| 2017  | Daria Pikulik        | Katarzyna Pawlowska     | Monika Graczewska    |
| 2018  | Monika Graczewska    | Karolina Karasiewicz    | Wiktoria Pikulik     |
| 2019  | Daria Pikulik        | Nikol Plosaj            | Karolina Karasiewicz |
| 2020  | Karolina Karasiewicz | Wiktoria Pikulik        | Nikol Plosaj         |
| 2021  | Lucja Pietrzak       | Nikol Plosaj            | Patrycja Lorkowska   |
| 2022  | Wiktoria Pikulik     | Daria Pikulik           | Karolina Karasiewicz |

#### Course à l'américaine
| Année | Vainqueur                         | Deuxième                          | Troisième                          |
| ----- | --------------------------------- | --------------------------------- | ---------------------------------- |
| 2017  | Monika Graczewska Nikol Plosaj    | Justyna Kaczkowska Lucja Pietrzak | Ewa Fajkowska Karolina Pizon       |
| 2018  | Monika Graczewska Nikol Plosaj    | Wiktoria Pikulik Daria Pikulik    | Justyna Kaczkowska Lucja Pietrzak  |
| 2019  | Justyna Kaczkowska Lucja Pietrzak | Oliwia Majewska Weronika Humelt   | Joanna Golec Natalia Szymczak      |
| 2022  | Daria Pikulik Nikol Plosaj        | Wiktoria Pikulik Wiktoria Polak   | Patrycja Lorkowska Maja Wroblewska |

#### Scratch
| Année | Vainqueur           | Deuxième             | Troisième           |
| ----- | ------------------- | -------------------- | ------------------- |
| 2005  | Katarzyna Jagusiak  | Anna Skawinska       | Marta Szczuko       |
| 2006  | Katarzyna Jagusiak  | Renata Dabrowska     | Karonina Janik      |
| 2008  | Malgorzata Wojtyra  | Renata Dabrowska     | Agnieszka Sawosz    |
| 2009  | Renata Dabrowska    | Malgorzata Wojtyra   | Agnieszka Sawosz    |
| 2012  | Katarzyna Pawlowska |                      |                     |
| 2013  | Eugenia Bujak       | Malgorzata Wojtyra   | Natalia Rutkowska   |
| 2014  | Malgorzata Wojtyra  |                      |                     |
| 2015  | Malgorzata Wojtyra  | Natalia Rutkowska    | Lucja Pietrzak      |
| 2016  | Nikola Rozynska     | Natalia Rutkowska    | Patrycja Dabrowska  |
| 2017  | Marta Jaskulska     | Justyna Kaczkowska   | Katarzyna Pawlowska |
| 2018  | Lucja Pietrzak      | Wiktoria Pikulik     | Monika Graczewska   |
| 2019  | Daria Pikulik       | Karolina Karasiewicz | Lucja Pietrzak      |
| 2020  | Daria Pikulik       | Karolina Karasiewicz | Nikola Wielowska    |
| 2021  | Lucja Pietrzak      | Nikol Plosaj         | Patrycja Lorkowska  |
| 2022  | Tamara Szalinska    | Wiktoria Pikulik     | Natalia Krzeslak    |

#### Omnium
| Année | Vainqueur           | Deuxième             | Troisième            |
| ----- | ------------------- | -------------------- | -------------------- |
| 2010  | Malgorzata Wojtyra  | Katarzyna Pawlowska  | Edyta Jasinska       |
| 2012  | Katarzyna Pawlowska |                      |                      |
| 2013  | Katarzyna Pawlowska | Malgorzata Wojtyra   | Eugenia Bujak        |
| 2014  | Malgorzata Wojtyra  |                      |                      |
| 2015  | Malgorzata Wojtyra  | Natalia Rutkowska    | Edyta Jasinska       |
| 2016  | Edyta Jasinska      | Natalia Rutkowska    | Karolina Karasiewicz |
| 2017  | Katarzyna Pawlowska | Marta Jaskulska      | Nikol Plosaj         |
| 2018  | Daria Pikulik       | Karolina Karasiewicz | Nikol Plosaj         |
| 2019  | Daria Pikulik       | Nikol Plosaj         | Marta Jaskulska      |
| 2021  | Nikol Plosaj        | Wiktoria Polak       | Maja Tracka          |
| 2022  | Daria Pikulik       | Wiktoria Polak       | Wiktoria Pikulik     |

#### Course par élimination
| Année | Vainqueur      | Deuxième           | Troisième          |
| ----- | -------------- | ------------------ | ------------------ |
| 2018  | Daria Pikulik  | Lucja Pietrzak     | Patrycja Lorkowska |
| 2019  | Daria Pikulik  | Patrycja Lorkowska | Nikol Plosaj       |
| 2020  | Lucja Pietrzak | Patrycja Lorkowska | Marta Jaskulska    |
| 2022  | Daria Pikulik  | Patrycja Lorkowska | Nikol Plosaj       |